# Parc des Sources (Vichy)
Pour les articles homonymes, voir Parc des Sources.
Le parc des Sources est un parc situé à Vichy, dans le département de l'Allier en région Auvergne-Rhône-Alpes, dans le quartier thermal.
Destiné à la promenade, il est le plus ancien de la ville, créé en 1812 par Napoléon Ier. L'ensemble du parc, classé aux monuments historiques le 14 juin 1994, comprend notamment, du nord au sud, le hall des Sources de 1903, les galeries couvertes du ferronnier d'art Émile Robert issues de l'Exposition universelle de 1889, un kiosque à musique de 1920, une galerie du fer à cheval de 1928 composée de boutiques, et le bâtiment circulaire de la source de l'Hôpital.
Le parc fait partie du domaine thermal, propriété de la ville de Vichy depuis le 5 mars 2021, et est inclus dans le site transnational des Grandes villes d'eaux d'Europe, inscrit au patrimoine mondial de l'UNESCO le 24 juillet 2021. Une importante opération de rénovation du parc (réaménagement de l'espace principal, piétonisation de certaines voies) est en cours depuis 2023 et devrait se terminer début 2026.

## Localisation
Le parc des Sources est situé dans le centre-ville de Vichy, dans le quartier thermal. Il est délimité au nord par le hall des Sources, à l'ouest par la rue du Parc, au sud par les rues du Casino, de Banville, la place et la rue de la Source-de-l'Hôpital, et à l'est par la rue du Président-Wilson et les passages les reliant aux rues Lucas et Georges-Clemenceau.
Historiquement, il forme un parallélogramme « compris entre le casino, la rue Cunin-Gridaine, la rue du Parc et l'établissement thermal ».
L'ensemble du site est inclus dans les périmètres suivants :
- site patrimonial remarquable (SPR) de Vichy, évolution de l'aire de mise en valeur de l'architecture et du patrimoine (AVAP), approuvé par une délibération du conseil communautaire de la communauté d'agglomération Vichy Communauté le 28 février 2019[2]. Le cœur du parc est cartographié comme « espace protégé comme ensemble monumental exceptionnel »[VHY 3] ;
- cœur du site transnational des Grandes villes d'eaux d'Europe, inscrit au patrimoine mondial de l'UNESCO le 24 juillet 2021.

## Propriété du parc
Le domaine thermal de Vichy a appartenu à l'État de 1523 à 2021. Le 24 juillet 2019, un courrier du ministre de l'Action et des Comptes publics Gérald Darmanin confirme la vente du domaine thermal — qui comprend notamment le parc des Sources — à la ville de Vichy, pour 25 millions d'euros. Pour le maire Frédéric Aguilera, où le montant annoncé n'impacte pas les finances de la ville, des subventions de la région Auvergne-Rhône-Alpes et du département de l'Allier seront mobilisées pour faciliter l'acquisition du domaine. Pour le sénateur et ancien maire Claude Malhuret, cette acquisition ouvre une perspective sur la rénovation complète du parc. Pour la députée (LREM) Bénédicte Peyrol, cette vente permet le déblocage « d'une situation qui sclérose le développement thermal de Vichy depuis trop longtemps ».
Le 9 décembre 2019, la ville de Vichy et l'État ont officialisé la cession du domaine thermal, après plus d'un an et demi de discussions. La concession du site, géré par la Compagnie de Vichy depuis 1988, devrait se terminer en 2030.
Un arrêté du 2 mars 2021, paru au Journal officiel le 5, autorise le transfert du domaine thermal à la ville de Vichy. L'acte de cession est signé le 5 mars 2021 par Bruno Le Maire, ministre de l'Économie ; à compter de cette date, le parc est la propriété de la ville de Vichy.

## Historique

### La création du parc
Lorsque Letizia Bonaparte est venue à Vichy en août 1799, le site était à l'état de marécage. Une décision de Napoléon Ier de 1812, alors en partance pour Moscou, ordonne la création du parc des Sources, qui devient « un parc splendide parsemé de tilleuls et de platanes », d'une superficie de six hectares, équivalente à la place Saint-Marc à Venise.
En 1861, sous l'impulsion de Napoléon III qui crée aussi les parcs en bordure de l'Allier, le parc « devient un lieu de passage et de déambulation accueillant de multiples activités extra-thermales » tels que les kiosques, l'agrandissement du casino ou la création de boutiques et de restaurants.
En 1901-1902, des galeries couvertes, de style Art nouveau et édifiées par Émile Robert, sont créées le long du parc « pour permettre la circulation des baigneurs, […] à l'abri de la pluie et […] du soleil ». Elles « relient les équipements essentiels à la ville d'eau : les sources, l'établissement thermal, le casino et la source de l'Hôpital » et les hôtels, selon l'historienne Fabienne Gelin.

Promenoir du parc (avant rénovation)
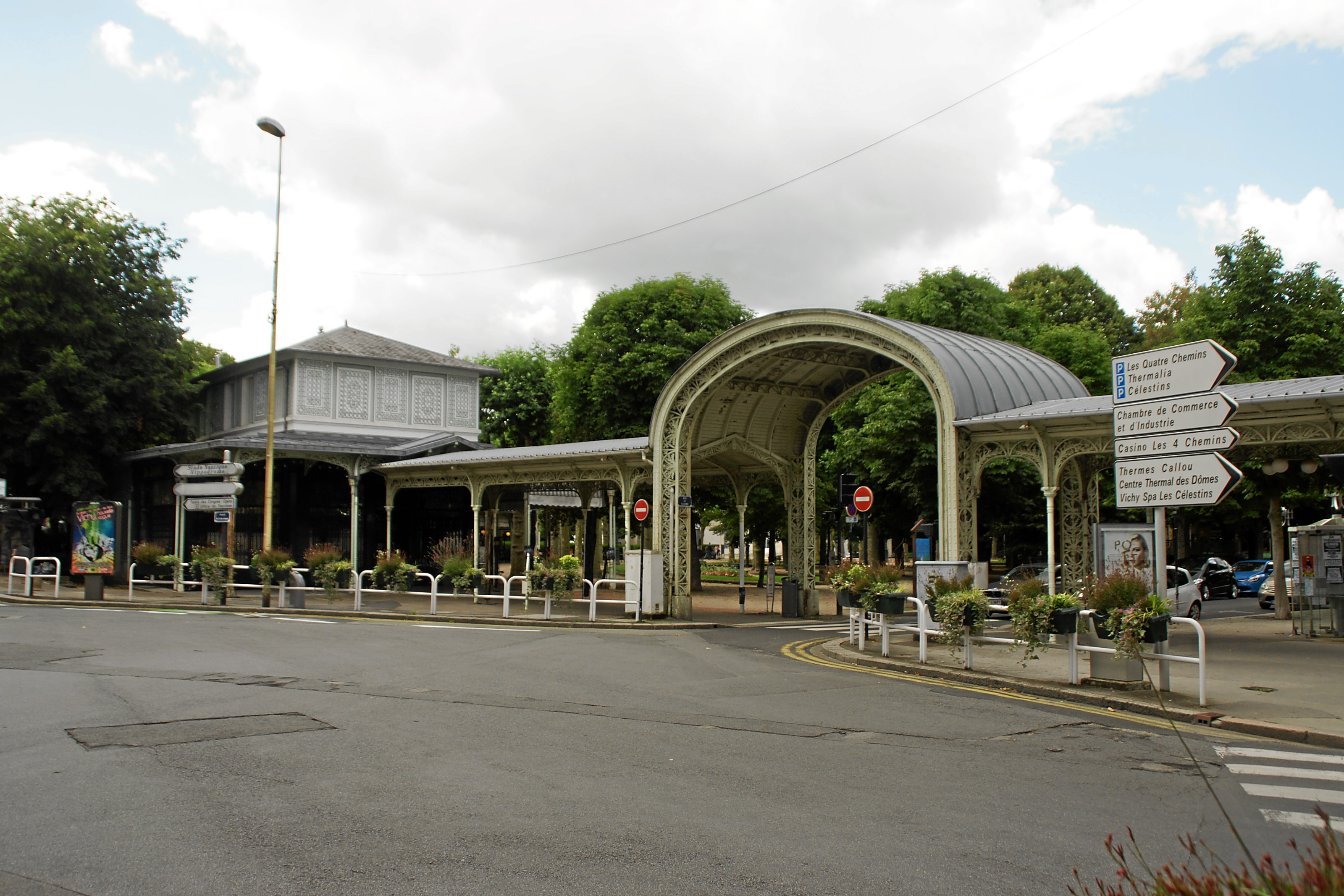
Rue du Casino au milieu, en 2014.
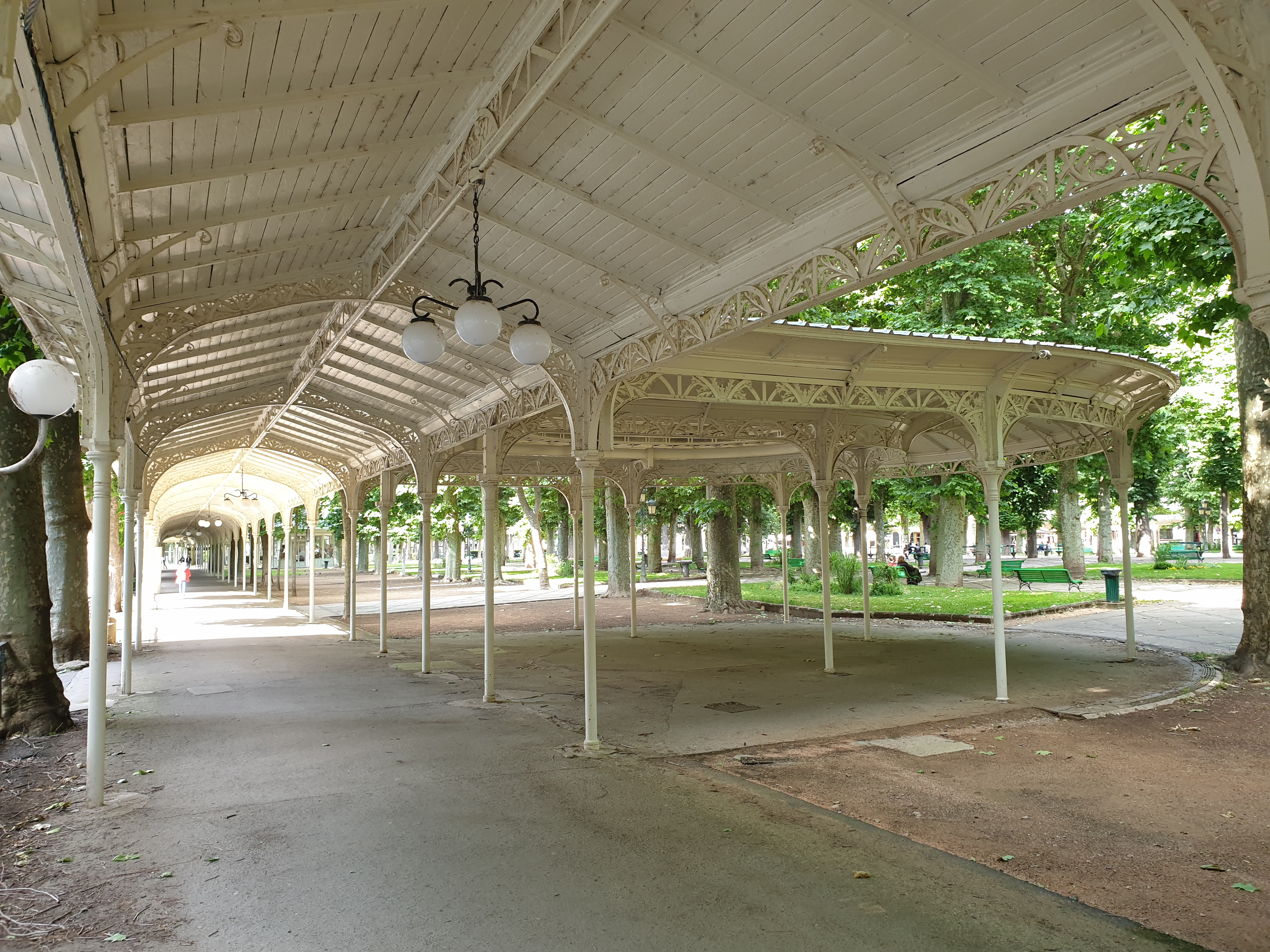
Côté rue du Parc, en 2020.
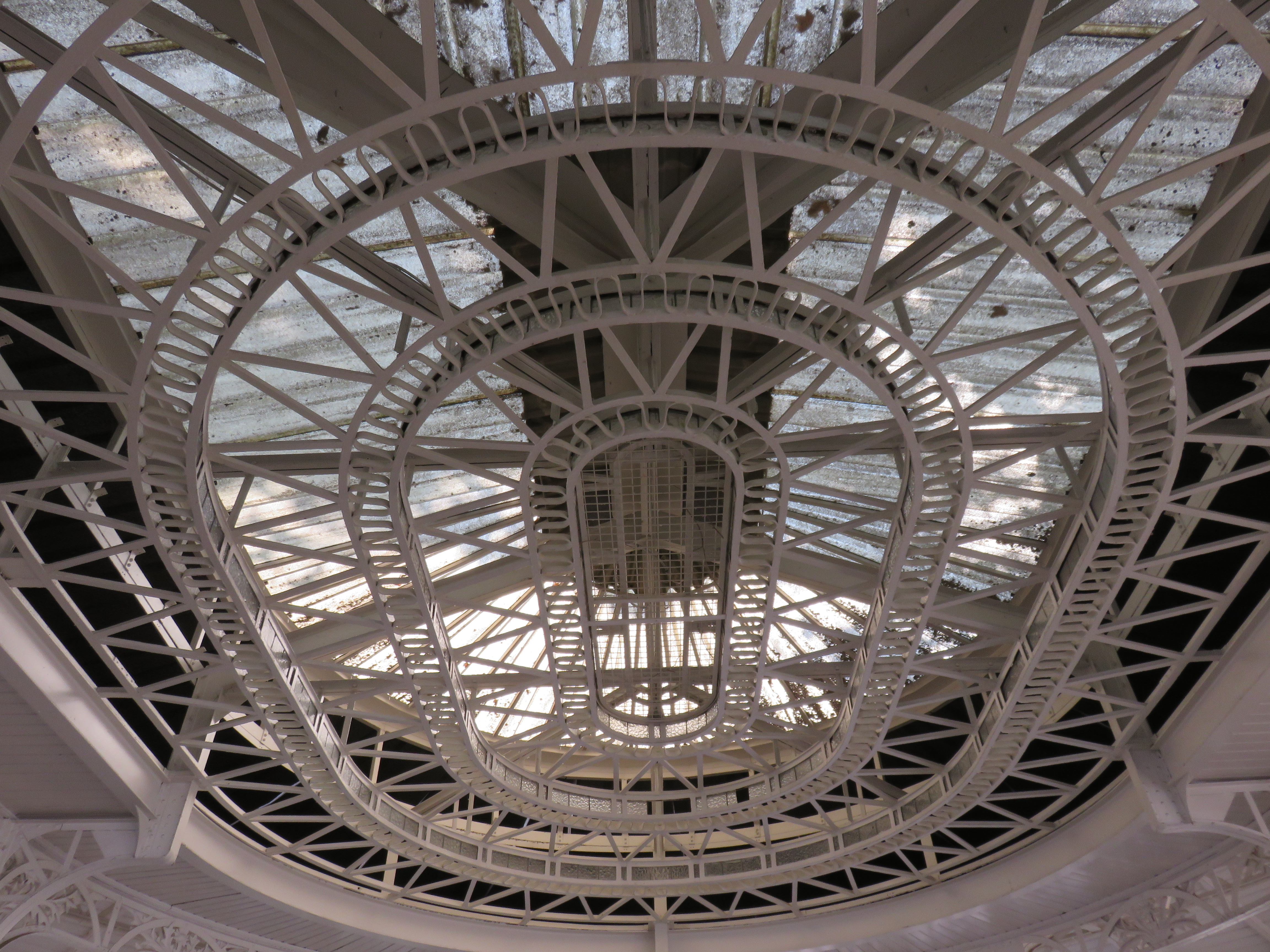
Toit vitré de la galerie, côté rue du Parc, en 2019.

L'ensemble du parc (comprenant le hall des Sources ainsi que les galeries couvertes, les deux kiosques, les galeries marchandes en fer à cheval et le kiosque à musique) est classé aux monuments historiques par un arrêté du 14 juin 1994 (les arrêtés d'inscription du 27 octobre 1986 et du 13 août 1991 ont été annulés[pourquoi ?]).

### Rénovation du parc

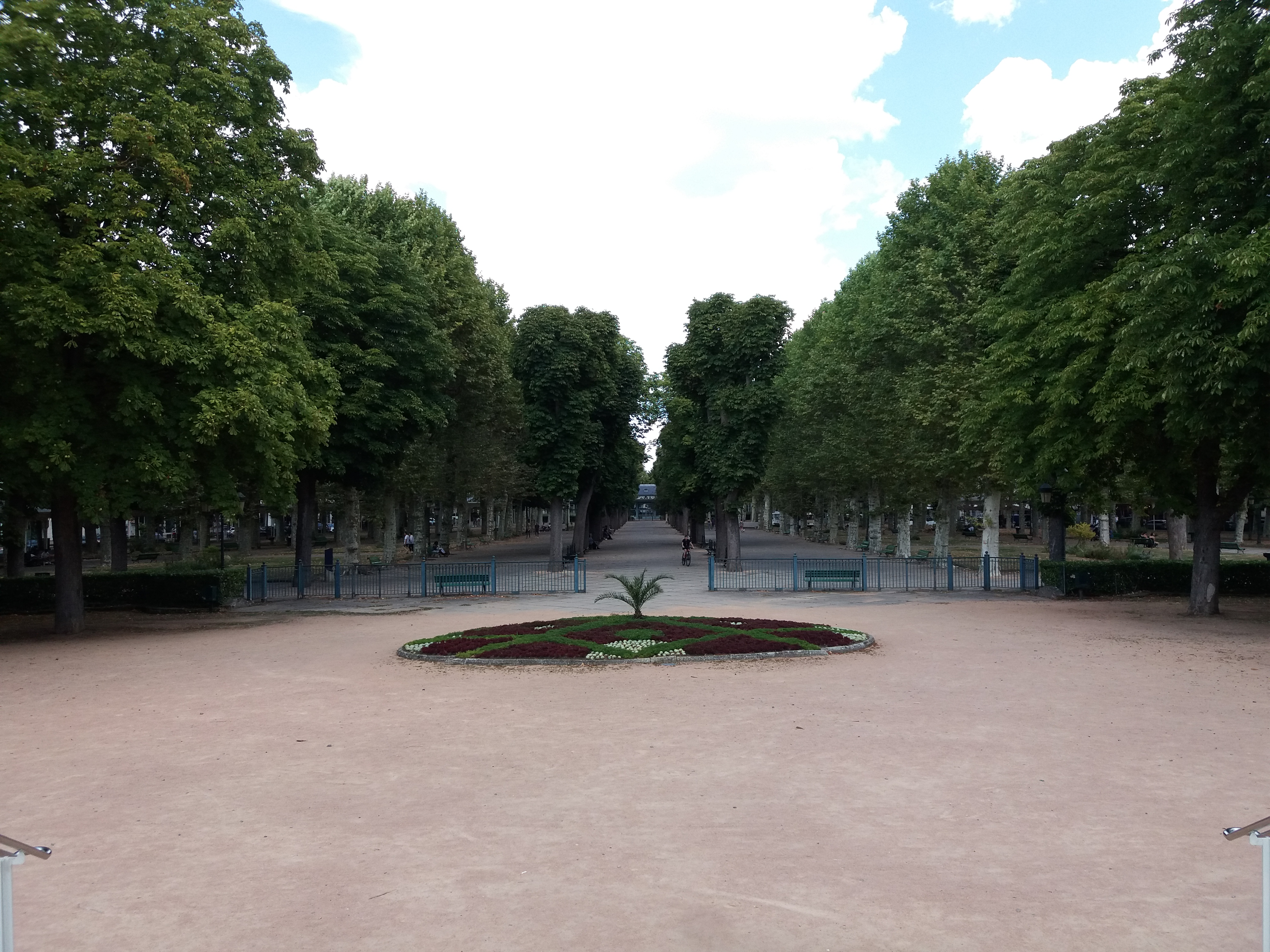
Parc des Sources (avant sa rénovation) depuis l'escalier du palais des congrès, en 2019.

Le projet de rénovation du parc des Sources est inscrit dans le projet d'agglomération 2025, porté par la communauté d'agglomération de Vichy Val d'Allier en 2015, puis dans le programme AGIR 2035, porté par la communauté d'agglomération Vichy Communauté avec une déclinaison locale pour la ville de Vichy. Pour le parc des Sources, il concerne la rénovation du parc et de ses abords, la rénovation du casino du Grand Café et la redynamisation du fer à cheval.
Le parc n'a pas connu de rénovation majeure depuis les années 1930,.

#### Éléments de la rénovation
Les grandes lignes de la restauration du parc ont été dévoilées le 5 mai 2022 à l'hôtel de ville de Vichy, sous réserve d'approbation par le ministère de la Culture. Didier Reppelin, architecte en chef des monuments historiques, rappelle le caractère exceptionnel d'un parc « ouvert en pleine ville » et universel (critères retenus par l'UNESCO).
Le parc veut marquer la transition entre deux ambiances, selon Carlos Goncalves, paysagiste architecte chargé du projet, tout en faisant du parc un lieu « vivant ». La rue du Parc, à la limite ouest, se veut être « un espace de calme et de déambulation », tandis que la rue Wilson, à la limite est, se veut « plus animée » avec les terrasses des cafés.
Le projet prévoit :
- l'accessibilité au public du bâtiment de la source de l'Hôpital, qui sera entouré d'un miroir d'eau et d'une déambulation[14]
- le déplacement de quelques mètres du carrousel et du kiosque à journaux situés côté rue du Président-Wilson et la rénovation des deux autres kiosques[14] ;
- la piétonisation des rues de Belgique et Prunelle, afin d'assurer la continuité avec le parc Napoléon-III[14], ainsi que la section de la rue du Casino comprise entre la rue de Banville et la place Victor-Hugo afin de permettre la continuité dans le parc[14] ;
- l'élargissement de l'allée centrale à 14 m pour « dégager la vue de part et d'autre sur le hall des Sources et le palais des Congrès-opéra »[14] ;
- sur l'allée reliant le parvis du palais des congrès (parvis Simone-Veil) au hall des Sources, l'implantation de onze fontaines jaillissantes, représentant les onze villes de la candidature UNESCO des Grandes villes d'eaux d'Europe, complétées par une série de jets plus petits[14] ;
- le remplacement d'arbres malades par 170 arbres, « adaptés au climat actuel », avec une pépinière autour de la galerie Napoléon-III[14],
- le remplacement du jardin des curistes (situé au nord vers le hall des Sources) par un jardin des sens, avec des oculus pour apercevoir les sources de Vichy[14],
- la création d'une roseraie à l'arrière du casino[14], lequel sera également rénové.

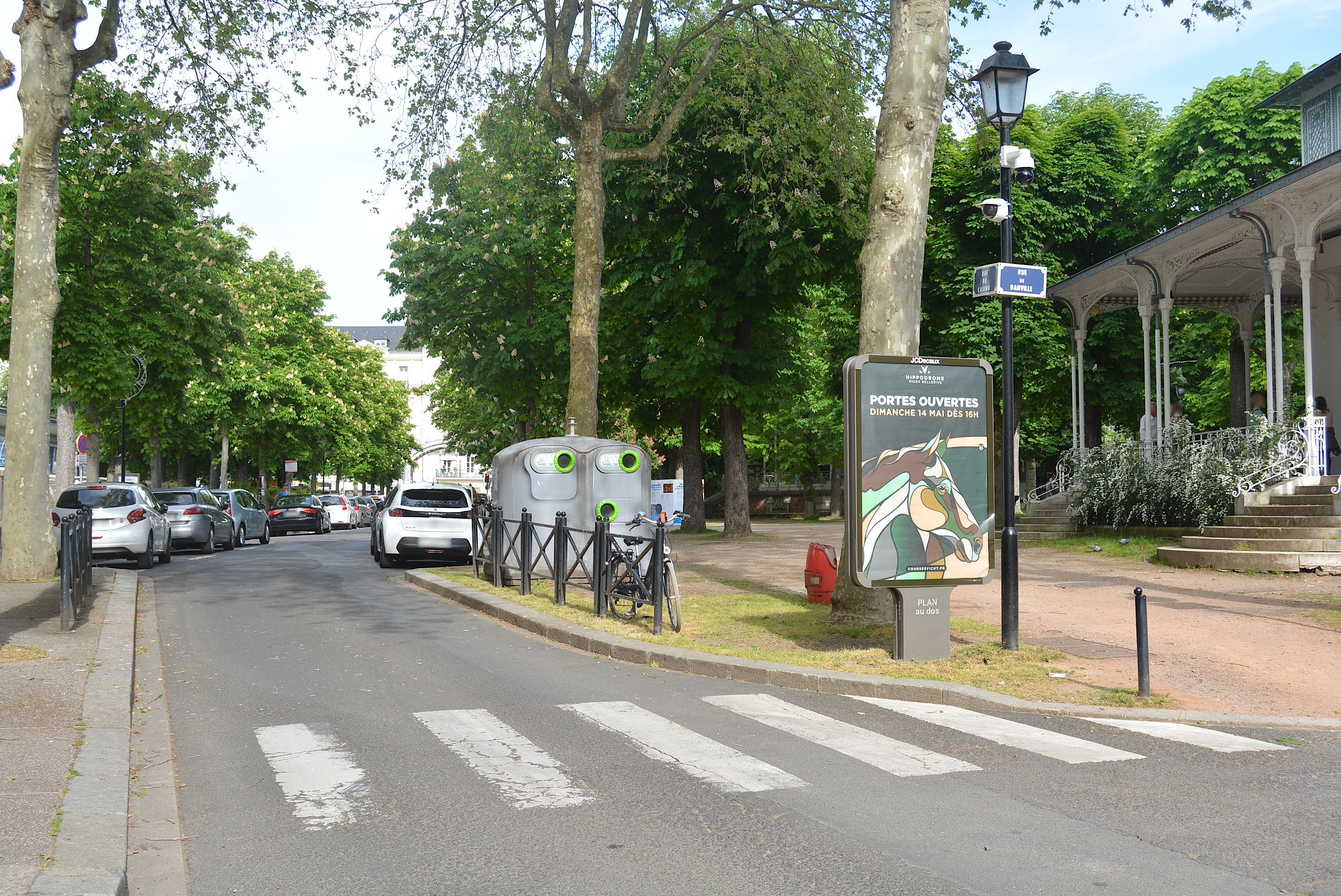
La rue du Casino (après l'intersection avec la rue de Banville, en mai 2023) deviendra piétonne.
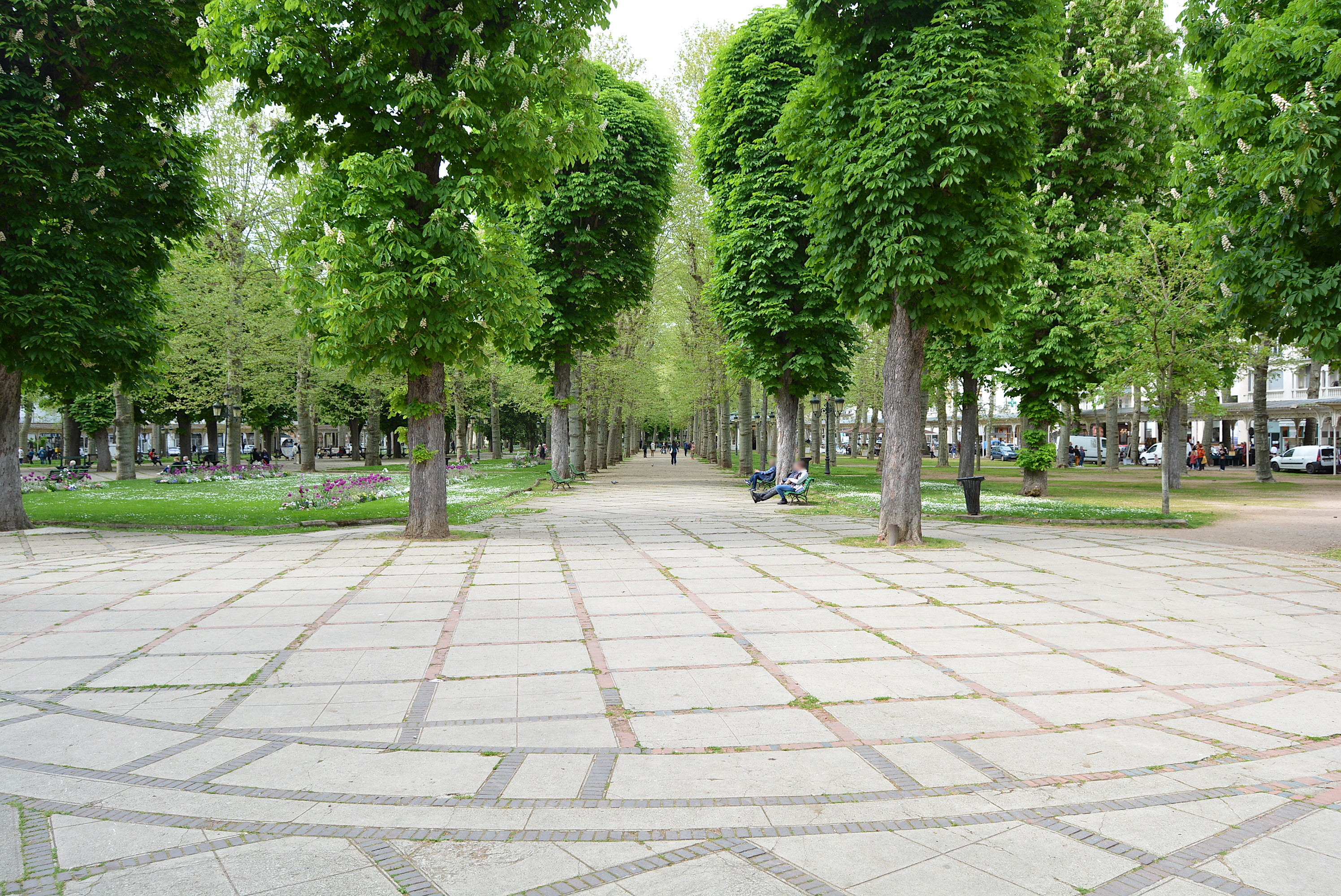
L'une des principales allées du parc, en avril 2023.

#### Sélection pour le loto du patrimoine
Le 14 mars 2022, la Fondation du patrimoine sélectionne le parc des Sources, seul site retenu pour le loto du patrimoine en Auvergne-Rhône-Alpes.

#### Apports financiers et répartition du coût des travaux
Le 22 février 2022, la ville de Vichy signe une convention patrimoniale avec l'État pour un montant de 11,5 millions d'euros sur la période de 2022 à 2026. Cette opération vise à restaurer et valoriser le patrimoine de la ville, dont le parc des Sources, qui bénéficie d'une enveloppe de 6,435 millions d'euros pour sa rénovation.
Le site bénéficie d'une aide de la Fondation du patrimoine, du fait de sa sélection pour le loto du patrimoine. Le 14 septembre 2022, le montant est révélé : 500 000 euros, le maximum possible selon le maire, qui annonce activer un mécénat en « [encourageant] les entreprises et les habitants à participer » à la rénovation du site. Le chèque est remis le 17 septembre 2022 à la ville, dans l'enceinte de l'opéra ; il servira notamment à la rénovation de la galerie-promenoir.
Initialement fixé à 32 millions d'euros, le montant des travaux de rénovation du parc est révisé lors du conseil municipal du 5 décembre 2022. La ville prévoyait plus de 80 % de subventions :
| Subvention                                  | Montant                                   |
| ------------------------------------------- | ----------------------------------------- |
| Région Auvergne-Rhône-Alpes                 | 7 000 000 €                               |
| État                                        | 6 500 000 €                               |
| Département de l'Allier                     | 2 000 000 € + 2 000 000 € supplémentaires |
| Communauté d'agglomération Vichy Communauté | 2 000 000 €                               |
| Europe                                      | 1 500 000 €                               |
| Loto du patrimoine                          | 500 000 €                                 |
| Mécénat                                     | 500 000 €                                 |

Les travaux devraient se terminer à la fin de l'année 2025.

#### Enquête publique
Le projet de rénovation du parc a fait l'objet d'une enquête publique, qui s'est tenue du 17 avril au 17 mai 2023.
Le conseil municipal de Vichy a reçu un avis favorable du commissaire-enquêteur le 26 juin 2023, même si l'opposition municipale conteste l'utilité des fontaines (fortement consommatrices d'énergie) et des miroirs d'eau.
France Nature Environnement Allier a toutefois exprimé son opposition aux travaux, celle-ci s'inquiétant « du manque de vision globale du dossier », « de la mise en péril de la biodiversité », « de la sécurisation de l'eau et de l'impact sur les nappes phréatiques » et « de l'artificialisation des sols ».

#### Fouilles archéologiques

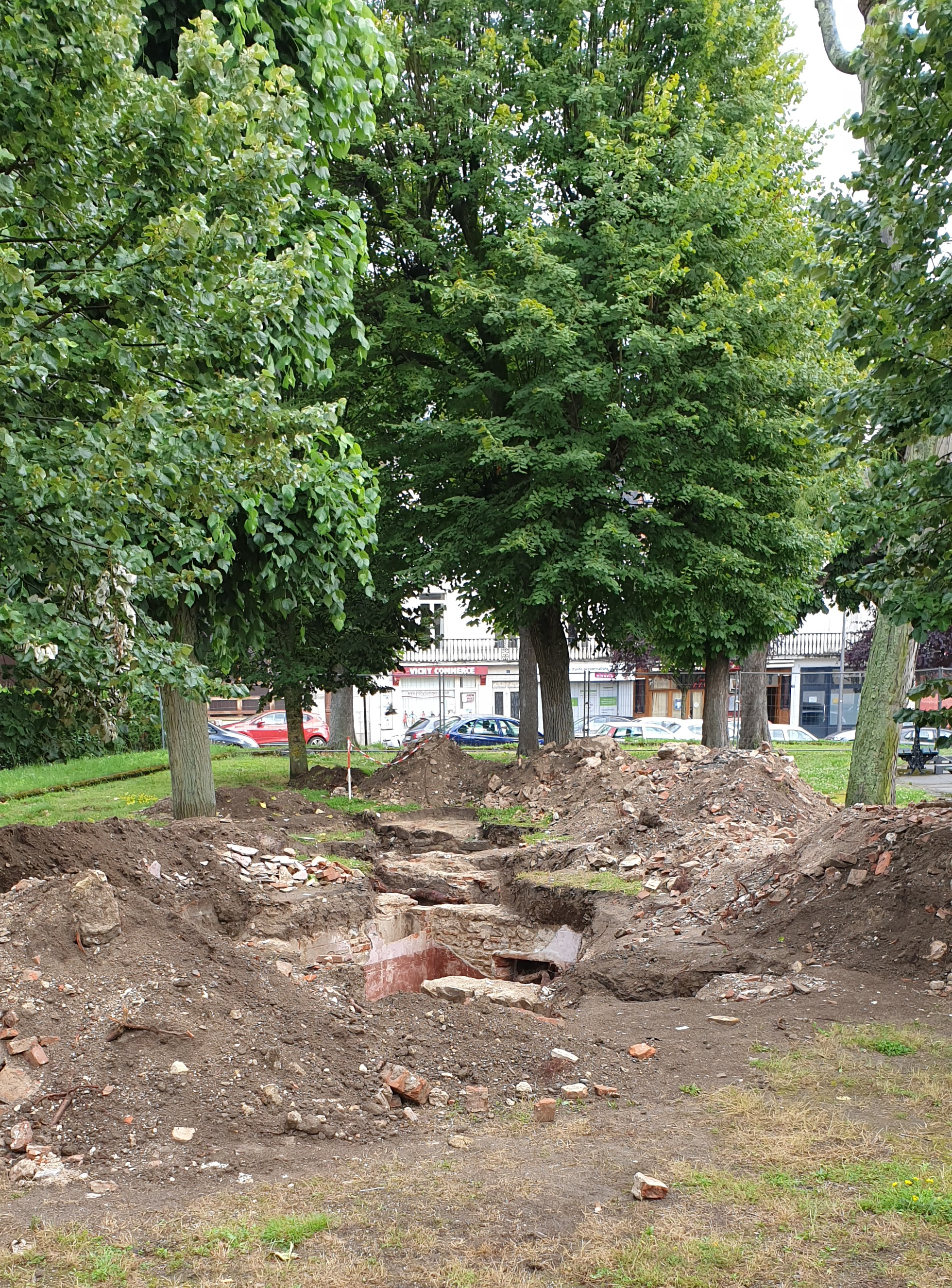
Fouilles archéologiques préventives près de la source de l'Hôpital, en juillet 2021.

Un diagnostic archéologique préventif réalisé en 2021 a mis en évidence dix-huit sondages. Commencées le 28 juin, à l'initiative du service d'archéologie préventive du département de l'Allier, les fouilles ont révélé des vestiges de l'ancien hôpital civil construit en 1763 ainsi qu'un ancien bras de l'Allier datant de 20 000 à 30 000 ans.
Au nord, le site actuellement occupé par le hall des Sources « renferme les vestiges d'une installation romaine à la construction soignée et riche en matériaux luxueux », signe d'une activité thermale persistante dans l'Antiquité (dernier état de sol entre la fin du Ier siècle et le début du IIIe siècle).
Avec l'essor du thermalisme au XIXe siècle, les thermes de deuxième classe sont construits en 1857 à l'ouest du hall des Sources ; un sondage révèle les fondations du bâtiment, arasées pour les besoins de la construction d'un parking dans les années 1990, tandis qu'un deuxième situé plus près du hall a mis au jour son extension de 1898 et une cave comblée par les éléments de démolition d'une ancienne buvette qui a existé de 1903 à 1928, dont du carrelage émaillé et des fragments de crachoirs d'un gargarisoire.
À l'emplacement de la galerie du fer à cheval, un sondage révèle une pièce avec annexe correspondant à la maison de l'abbé Delarbre, « donnée au XVIIIe siècle pour la création [d'un] hôpital civil entre 1848 et 1853 », et qui laisse sa place, après sa destruction et le transfert de la parcelle au parc des Sources, à la galerie marchande.
Une autre série de fouilles est menée en 2023 par l'Institut national de recherches archéologiques préventives (Inrap) autour du pavillon de la source de l'Hôpital. Les vestiges contemporains de la cave de l'ancien hôtel Florida, démoli en 1975, ont été découverts.

#### Travaux
Les travaux du parc à proprement parler ont commencé le 4 septembre 2023 avec l'abattage de près de cent arbres. D'autres lieux emblématiques du parc sont déplacés (tels que le carrousel), réhabilités (l'un des deux kiosques situé rue Wilson, qui comprendra des toilettes publiques) ou rénovés.
Autour du parc, certaines voies sont modifiées : rue et place de la Source-de-l'Hôpital, à la limite sud, achevées au printemps 2024 ; l'extrémité sud de l'avenue Thermale (située dans le prolongement de la rue Lucas, jusqu'à l'intersection avec l'avenue Victoria, la rue Callou et le boulevard des États-Unis) et la rue du Parc.
La première phase des travaux, qui concerne le cœur du parc et les rues du Casino, de Banville et Wilson et le fer à cheval, est terminée le 20 juin 2024, permettant d'accueillir le lendemain le relais de la flamme olympique, qui a notamment emprunté la rue du Parc ; l'espace principal a accueilli une démonstration de breakdance et la clôture de la parade des associations sportives vichyssoises, dans le cadre d'un grand week-end sportif et festif lié au passage de la flamme dans l'agglomération.

Aperçu des travaux de rénovation du parc (mars 2024)
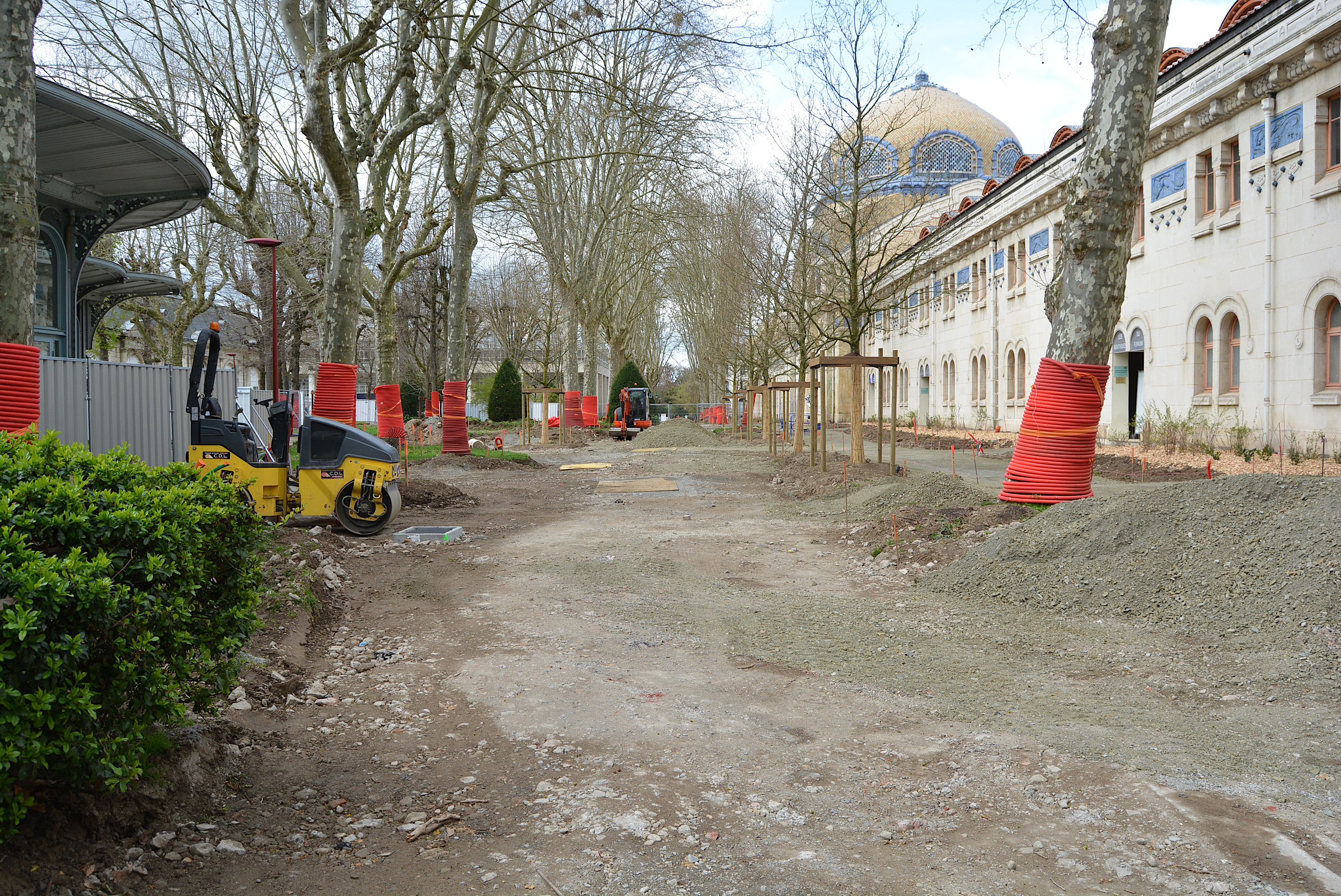
Avenue du Général-Dwight-Eisenhower.
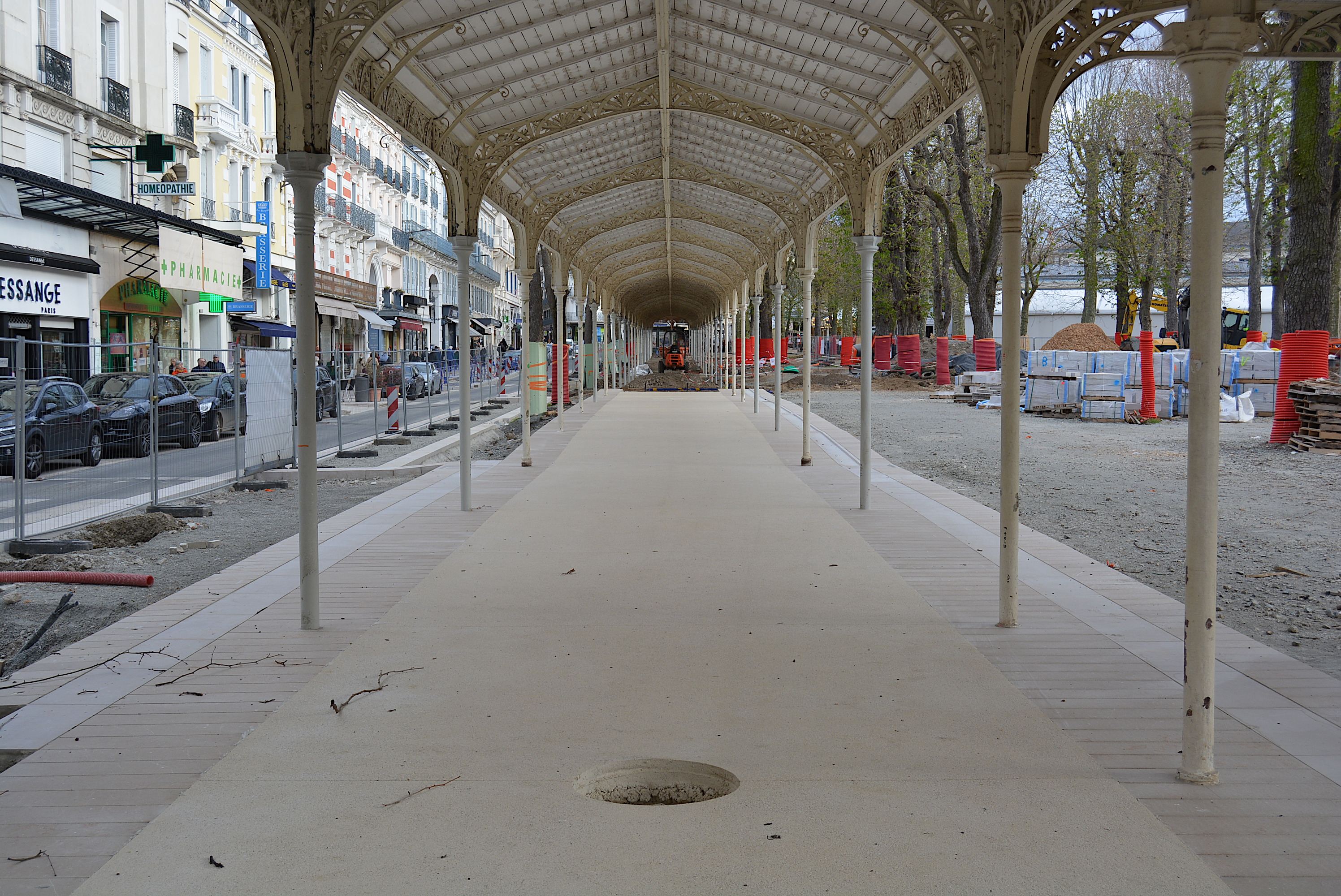
Promenoir, côté rue Wilson.
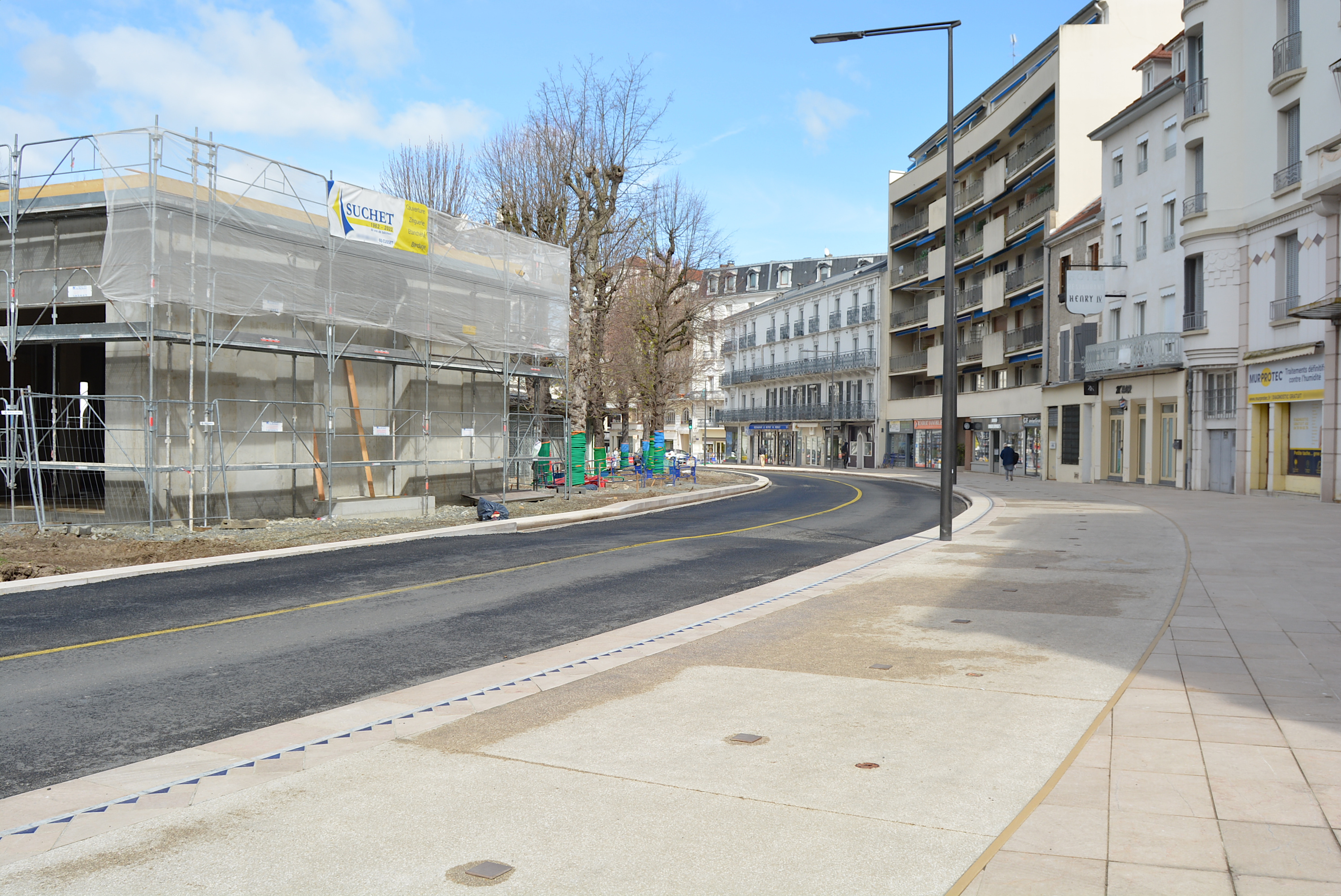
Rue de la Source-de-l'Hôpital.

#### Inauguration
Lors de ses vœux à la population, le 15 janvier 2025, le maire de Vichy a annoncé la date de l'inauguration du parc : le 21 juin 2025, « en écho au passage de la flamme » un an auparavant.
À un mois de l'inauguration, devraient être terminés la galerie couverte, côté rue Wilson ; la rue du Casino, qui sera bétonnée ; la piétonisation des rues Prunelle et de Belgique (cette dernière ayant été retardée pour un tournage de film). Les travaux de la galerie couverte (côté rue du Parc) et du bâtiment circulaire de la source de l'Hôpital se poursuivent après l'inauguration.
Le parc rénové est inauguré le 21 juin 2025,. La journée d'inauguration commence au grand établissement thermal avec un orchestre folklorique local, se poursuit avec le discours inaugural, le lancement des fontaines jaillissantes, un concert de l'orchestre d'harmonie de Vichy et de la Société Musicale de Vichy.

## Éléments du parc

### Hall des Sources
Le hall des Sources, de l'architecte Charles Le Cœur, abrite l'ensemble des sources thermales de Vichy.

### Galeries couvertes
Les galeries couvertes, appelées aussi promenoir, ont été créées en 1901-1902 par le ferronnier Émile Robert pour protéger les promeneurs de la pluie ou du soleil. Longues de 700 mètres, elles relient le hall des Sources au nord et le fer à cheval côté rue du Président-Wilson ainsi que l'opéra côté rue du Parc.
Avant les travaux de rénovation du parc, les galeries présentaient un état préoccupant, avec une dégradation du lambrissage, des décors, de la verrière et de la structure métallique, malgré des travaux de peinture dans les années 2010[réf. nécessaire]. Leur restauration, qui prend plus de temps que la rénovation de l'espace principal du parc, est estimée à 8 millions d'euros hors taxes.
Les peintures successives ont fait disparaître des éléments de la structure métallique, notamment la plaque du ferronnier. Certains poteaux, en fonte, rouillés, ont été remplacés par des poteaux en acier ; ceux-ci sont remplacés par de nouveaux poteaux en fonte, coulés par une entreprise du Rhône. Les toitures remplacées sont en zinc, rompant avec la forme d'origine en W, afin de « avec des chenaux et des pissettes en forme de brochet pour évacuer l'eau à des endroits précis » selon Maïe Kitamura, architecte du patrimoine.
Les couches de peinture blanc cassé, contenant du plomb, sont retirées par cryogénie, martelage et sablage dans une zone confinée par une épaisse bâche en plastique. Elles sont repeintes en vert d'eau, avec « des variations à deux couleurs sur les chardons décoratifs » pour les deux exèdres ainsi que l'arche de la rue du Casino débouchant sur la place Victor-Hugo. Le plafond de la galerie est peint en blanc.

Arche sur la rue du Casino
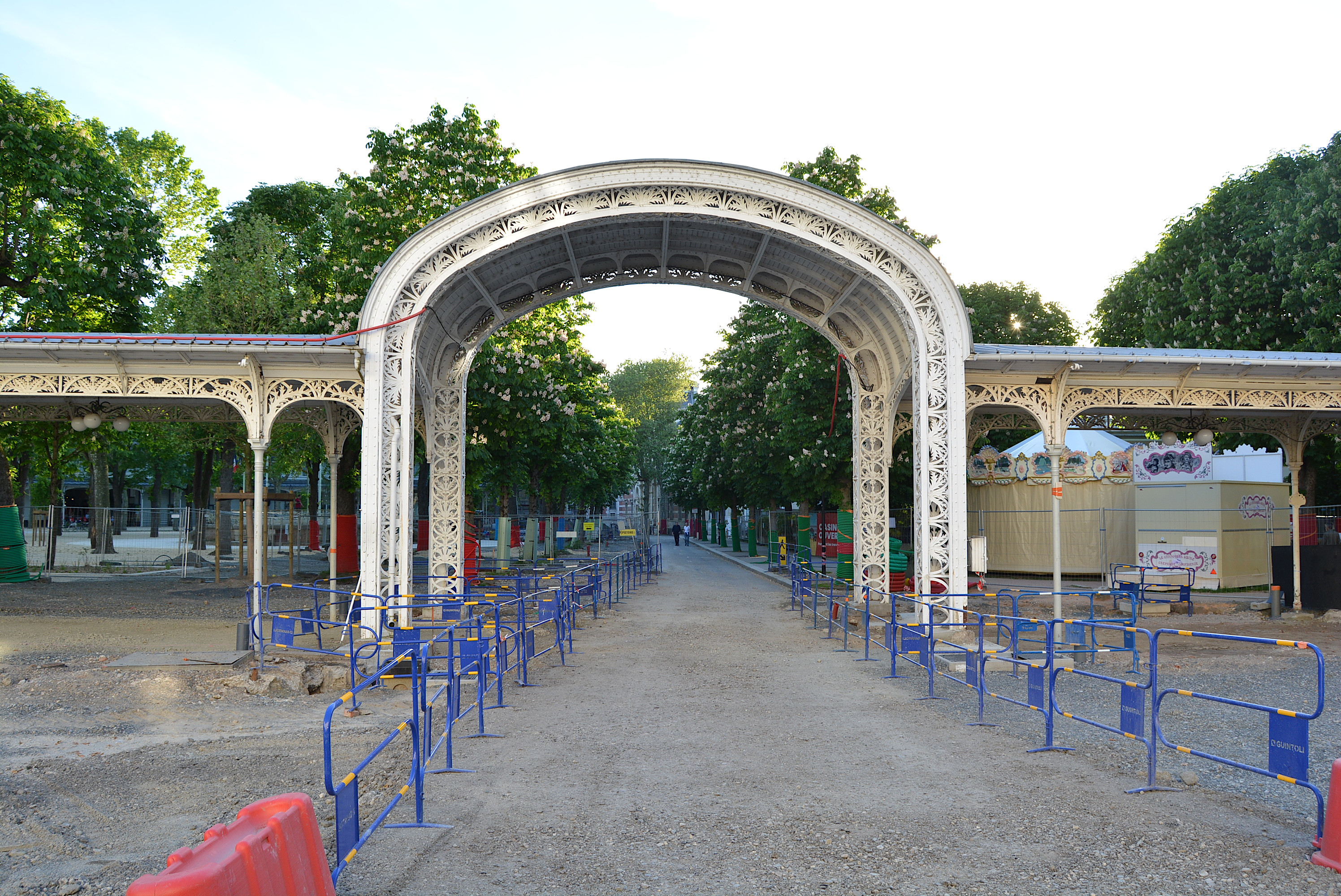
Avant sa rénovation, le 11 mai 2024.
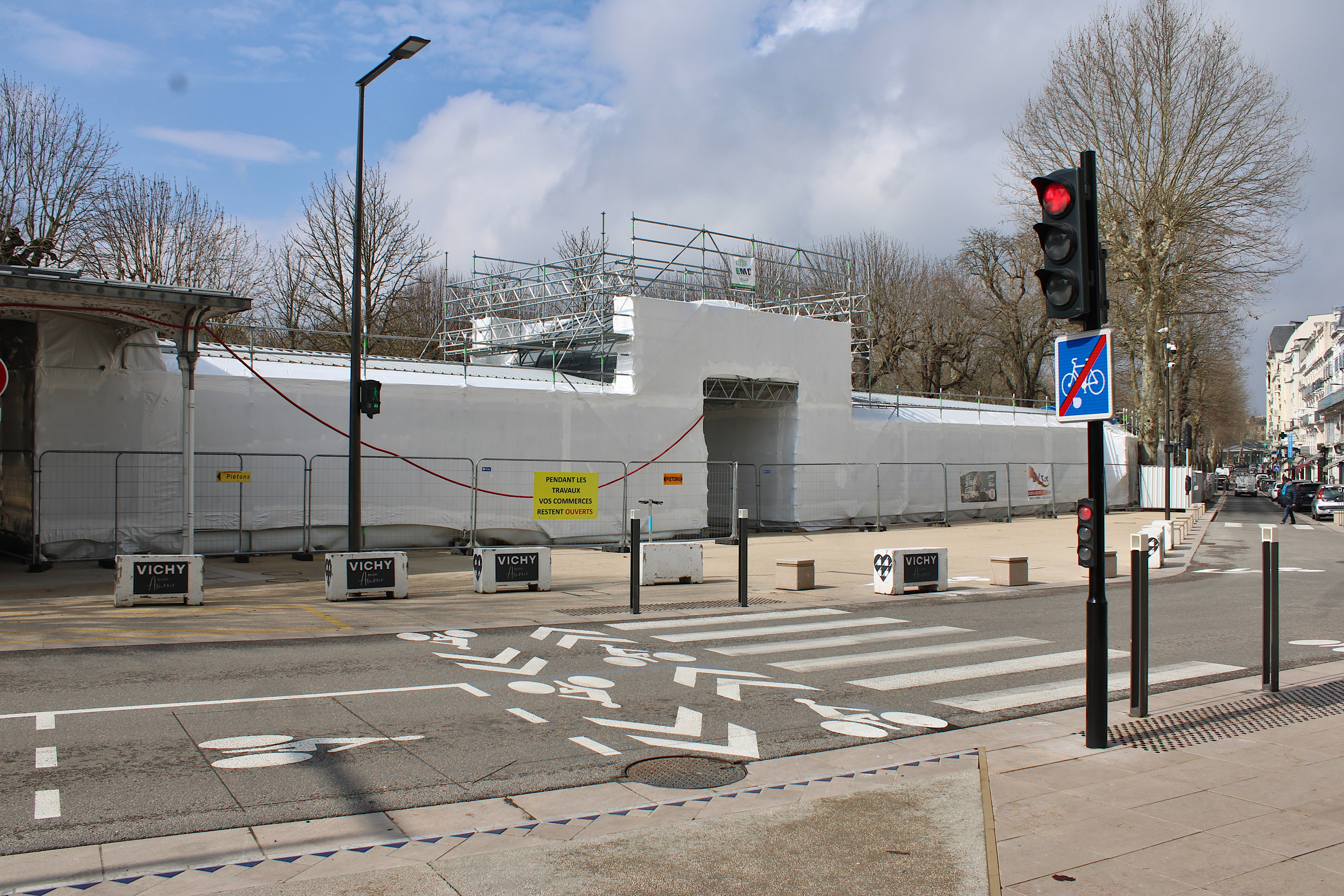
12 mars 2025 : couverture par bâche pour déplombage.
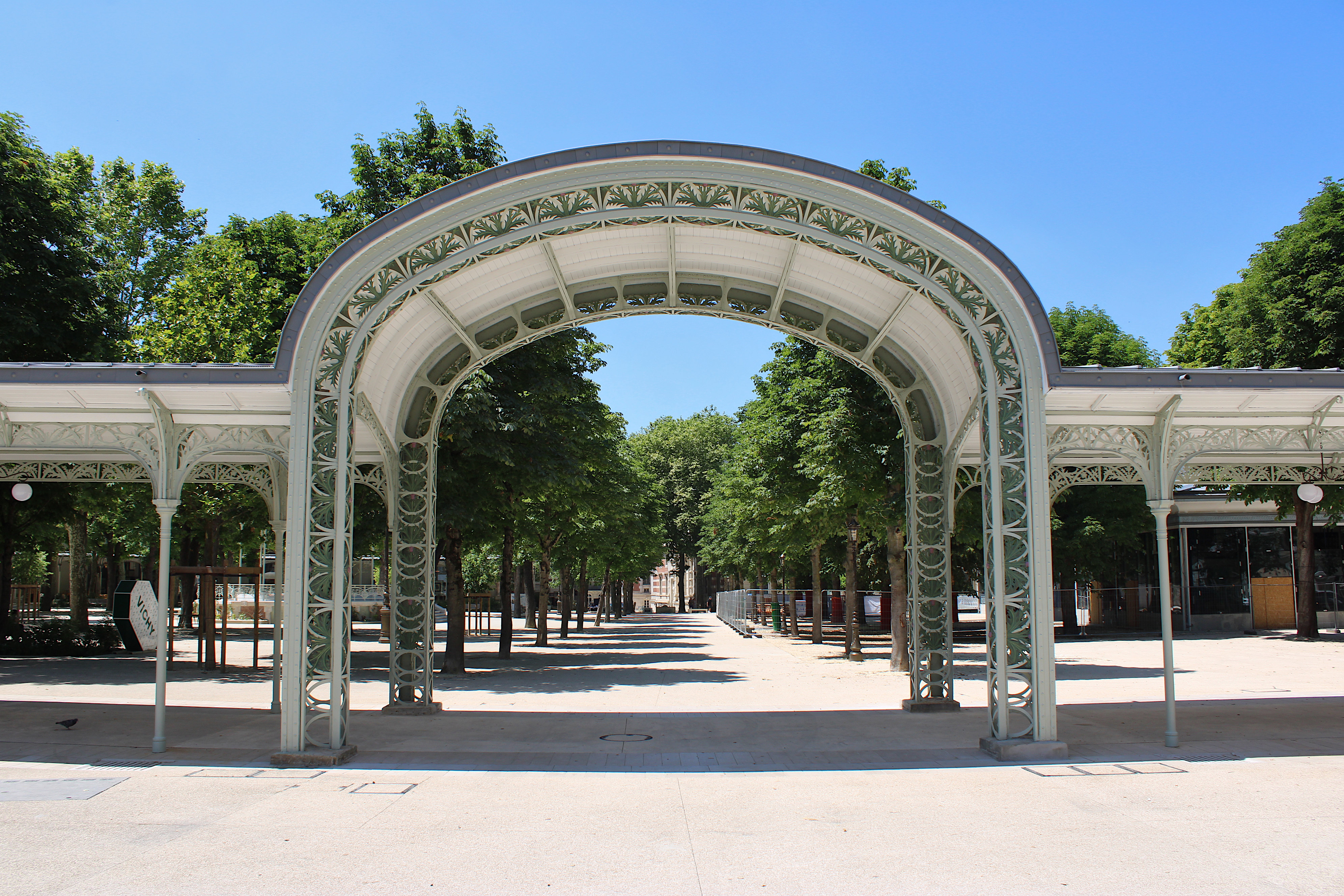
Après sa rénovation, le 21 juin 2025.

### Kiosques
Le parc comprend deux kiosques circulaires, pouvant abriter deux commerces, et, plus au sud, un kiosque à musique.

#### Kiosques circulaires
Les deux kiosques circulaires comprennent dix panneaux vitrés « assemblés avec des chevilles bois carrées à l'ancienne » (plus deux portes), tous remplacés dans le cadre de leur rénovation en 2024 par une menuiserie de Saint-Rémy-en-Rollat, tout comme le parquet, en chêne de Tronçais. Les mosaïques, ceinturant les kiosques, en mauvais état, sont refaites par une entreprise de Dordogne « spécialisée dans la conservation, la restauration, la reproduction et la production d'œuvres d'art et de monuments » chargée de réparer les tesselles. Une entreprise d'Yzeure se charge enfin de coller les plaques de mosaïque, comprenant des tesselles neuves, sur une chape de béton.
À la suite d'un appel à manifestation lancé en 2024 par la ville de Vichy, deux enseignes vont occuper les deux kiosques circulaires situés au nord du parc :
- celui situé côté rue du Président-Wilson abrite, depuis le 13 juin 2025, le glacier Amorino ;
- celui situé côté rue du Parc abritera, à partir de 2026, C-Gastronomie, traiteur haut de gamme[38].

#### Kiosques à journaux
Le kiosque à journaux, présent au début de la rue du Président-Wilson, installé depuis 1906, a fermé en 2024 pour être démonté dans le cadre des travaux de rénovation du parc, pour être réinstallé début 2026.

#### Kiosque à musique

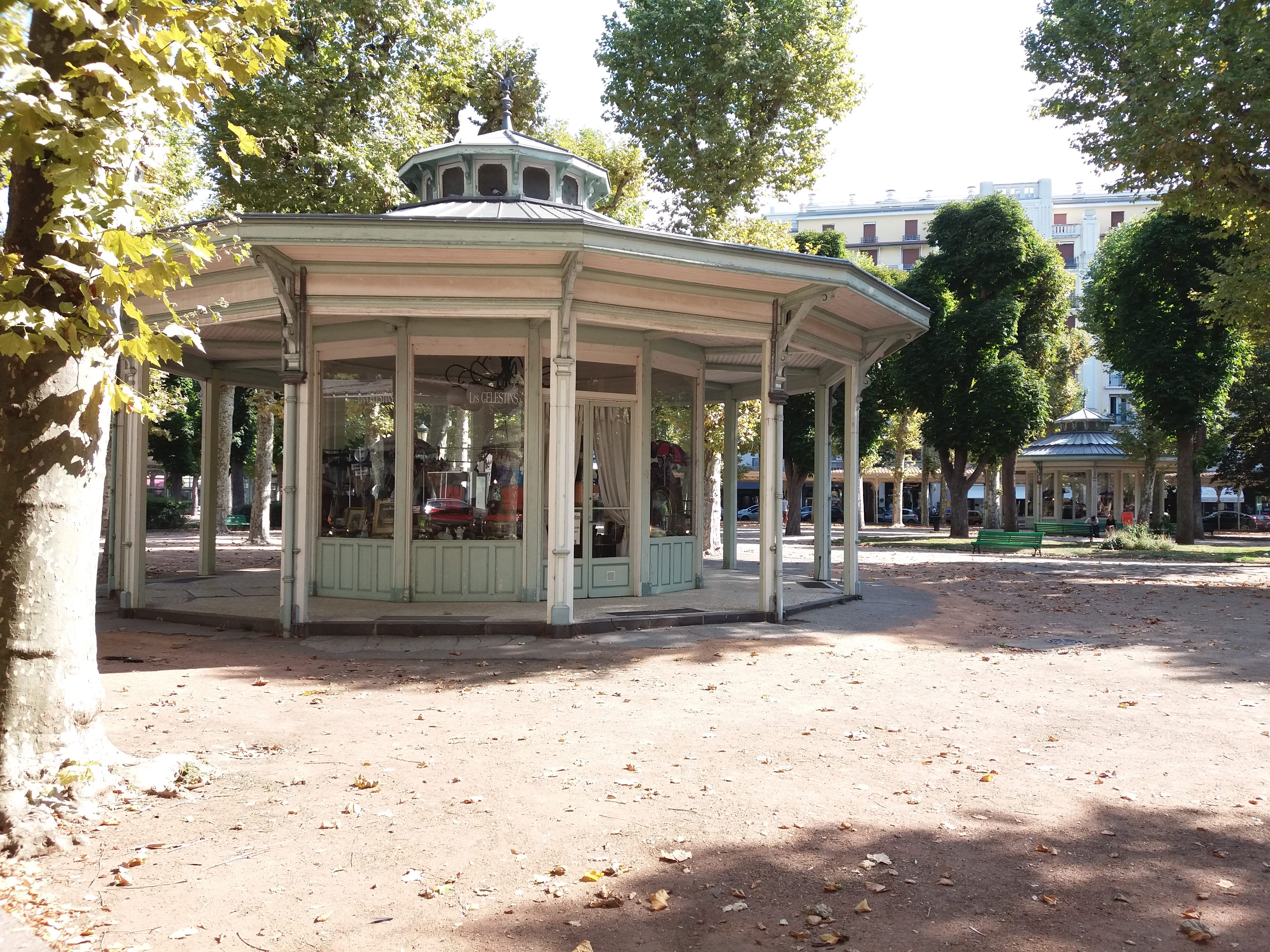
Avant rénovation, en 2019.
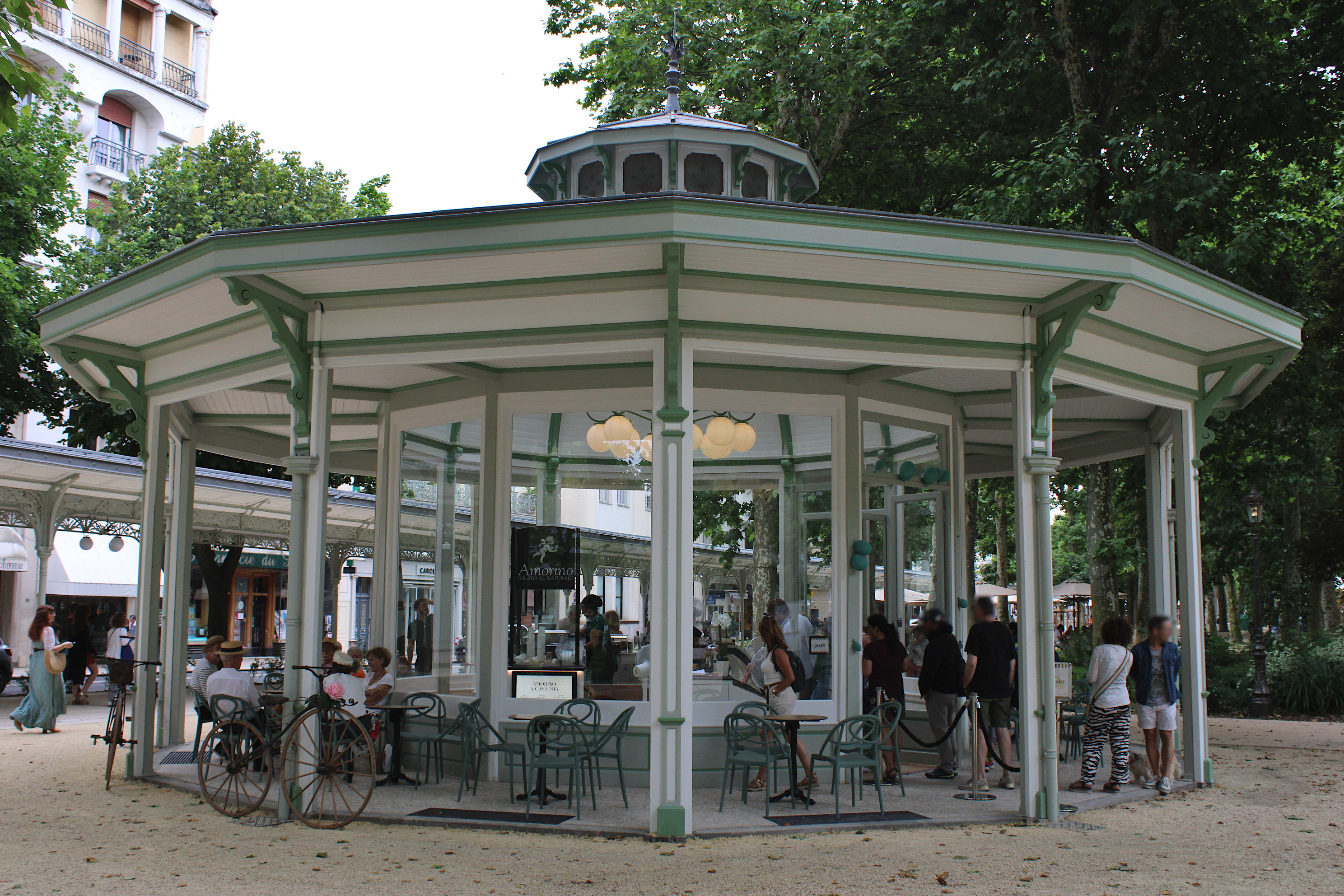
Après rénovation, côté rue Wilson, en juin 2025, avec le glacier Amorino.
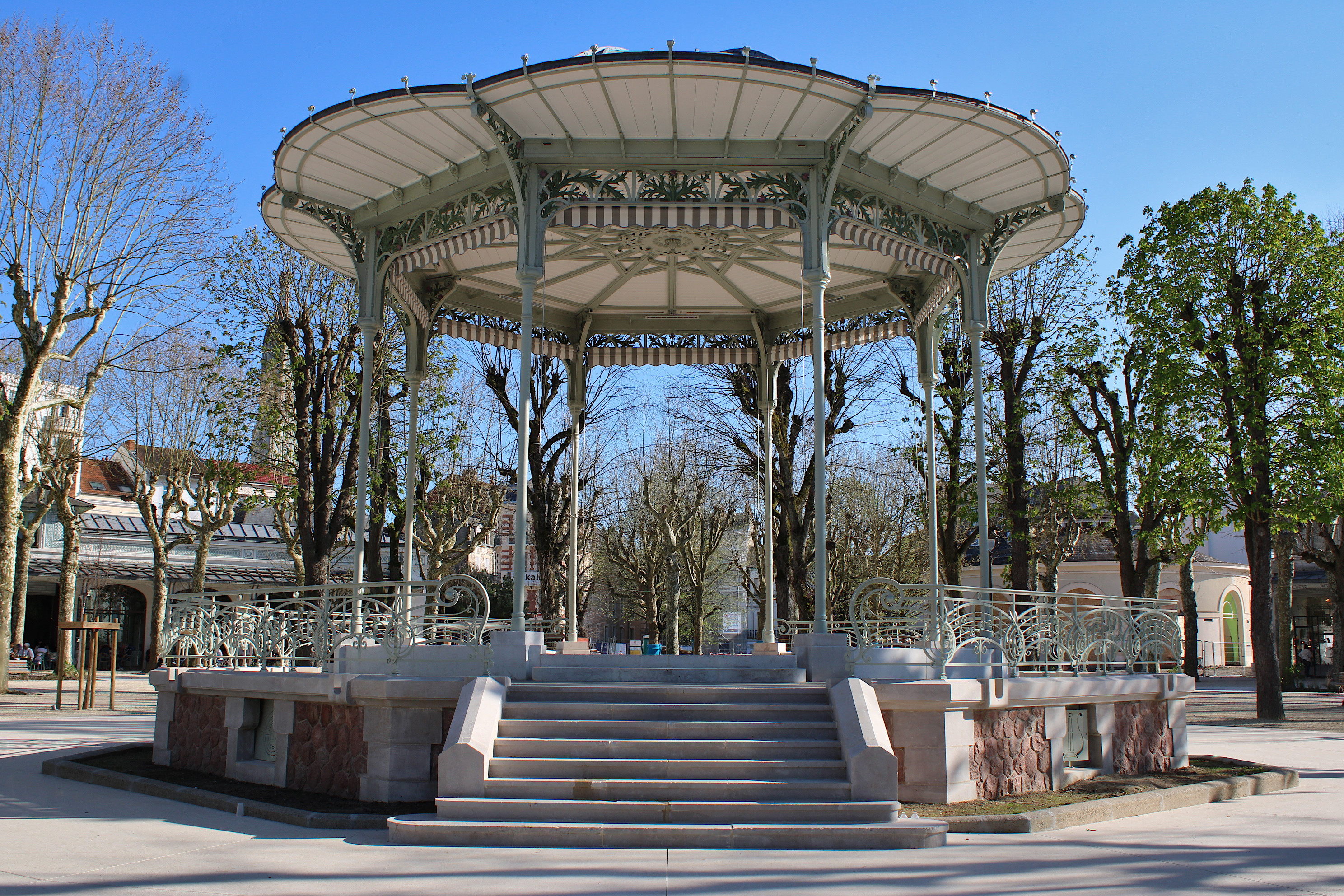
Kiosque à musique de la source de l'Hôpital, après sa rénovation, en avril 2025.

### Palais des congrès-opéra, théâtre et casinos
Le casino Vichy Grand Café, propriété du groupe Partouche, va être également rénové pour un montant de 10 millions d'euros.
La surface de jeux passera de 500 à 900 m2, afin d'accueillir plus de machines à sous ; l'entrée principale se fera du côté de la rue du Président-Wilson.

### Galerie du Fer à cheval

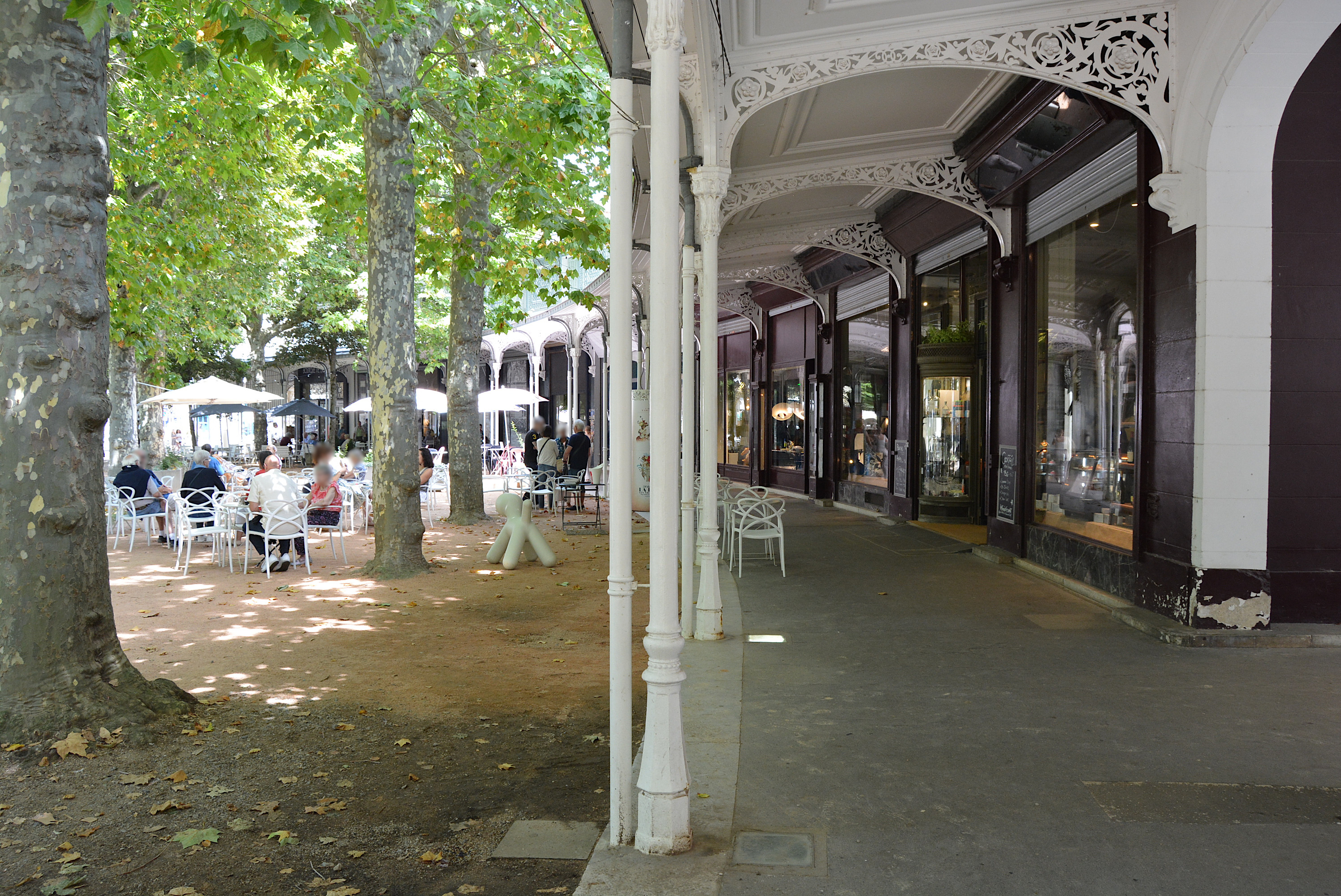
Galerie du fer à cheval, bâtiment Est (cellules nos 1 à 13 et 13 bis), en juillet 2023.

La galerie du Fer à cheval est située dans la continuité des galeries couvertes, au sud de la rue du Casino. Elle est composée de deux galeries marchandes disposées en demi-cercle.
Créée en 1887 après le transfert de l'hôpital, la Compagnie fermière fait appel aux architectes Charles Le Cœur et Lucien Woog pour réaliser une galerie avec vingt-six boutiques, dont des joailliers, des boutiques et des galeries d'art.
Six nouveaux commerces, « des activités commerciales de qualité et haut de gamme », sans implantation de franchises selon la première adjointe au maire de Vichy, devraient animer le lieu après sa rénovation. Le Samoa, dans la cellule no 13 bis, avec ses deux terrasses donnant sur le Fer à cheval et la rue de la Source-de-l'Hôpital, a rouvert en novembre 2024[réf. souhaitée]. Il s'agit, selon Maïe Kitamura, chargée du projet au sein d'un cabinet d'architectes lyonnais, d'une « excroissance d'un hémicycle de boutiques datant du tout début du XXe siècle ». L'hôtel Florida est construit dans l'extension de ce restaurant à la veille de la Seconde Guerre mondiale et démoli en 1975 laissant la place à « un parterre de fleurs et de pelouse ». Le projet de la ville consiste à retirer les parties du XXe siècle inutilisables, telles que les cuisines, et doit être harmonisé avec le reste de la galerie « en rééquilibrant la façade néoclassique du bâtiment » après avis de la DRAC pour la délivrance des autorisations de la transformation des parties protégées et de l'Architecte des bâtiments de France pour les parties non protégées.
La Maison Vichy, boutique ouverte fin 2020 dans les cellules nos 7 et 8, propose des produits de la marque territoriale issus de collaborations avec des entreprises et des commerçants du territoire.

### Nymphe des eaux (ou Déesse des eaux)

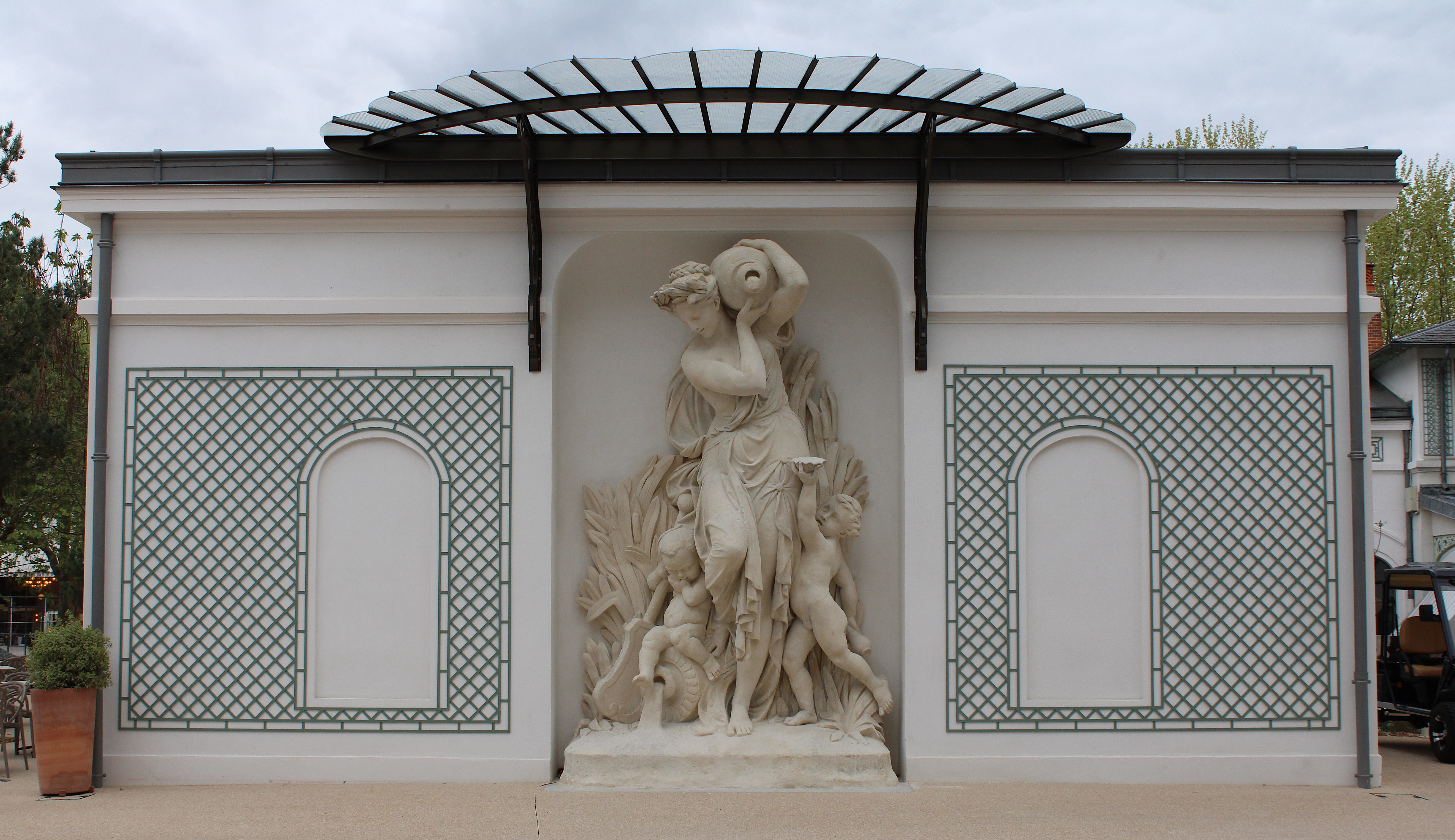
La Nymphe des eaux après sa restauration, dans l'excroissance du bâtiment du bar Le Samoa, en avril 2025.

La Nymphe des eaux (ou la Déesse des eaux) a été sculptée en 1865 par Albert-Ernest Carrier-Belleuse. 
Le haut-relief représente « une femme puissante, légèrement vêtue, déhanchée et coiffée d'une couronne de laurier ». Une cruche, posée sur son épaule gauche, déverse « de l'eau bienfaitrice en direction de deux angelots, à ses pieds ».
Historiquement, elle est placée sur la façade méridionale sud de l'opéra. Déplacée à plusieurs reprises au fur et à mesure des projets d'aménagement, elle est installée dans les années 1940 « dans une salle de repos de patients en cure » ; cette salle ayant disparu depuis, il ne subsiste plus que cette statue, exposée à l'extérieur et très abîmée.
Dans le cadre des travaux, une niche est créée pour accueillir cette statue, située face à la rue de la Source-de-l'Hôpital, « contre le pignon de la nouvelle extension du Samoa ». La statue a été démontée entre le 10 et le 12 juin 2024 en cinq blocs, pour être restaurée par les ateliers Enache, situés à Nevers, et est remontée en décembre 2024.

### Source de l'Hôpital

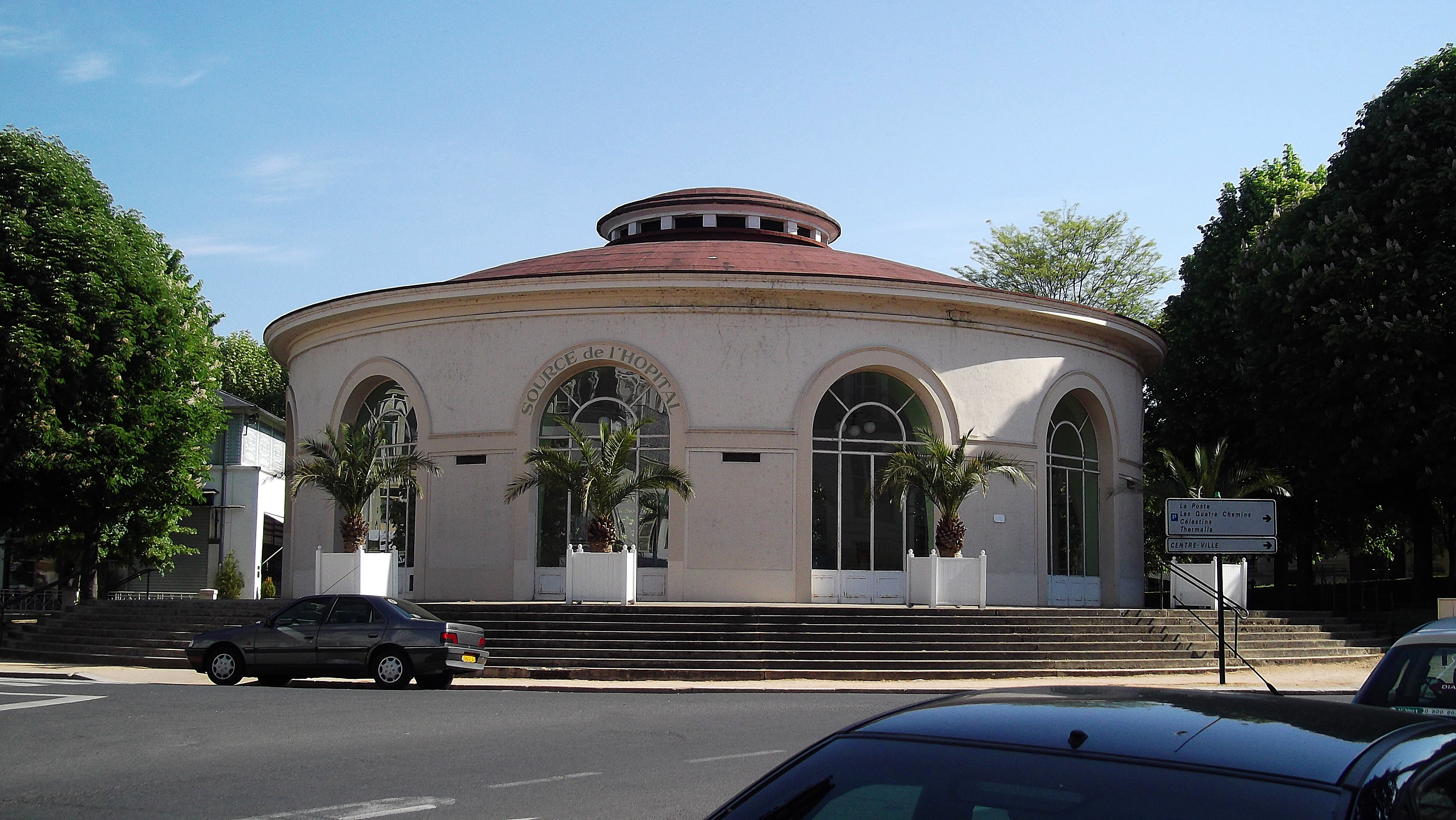
Le bâtiment de la source de l'Hôpital, en mai 2011.

La source de l'Hôpital est située au sud du parc des Sources (les rue et place marquent leur limite sud), derrière le casino ; « elle jaillit dans un vaste bassin exhaussé au-dessus du sol et protégé par un pavillon en fer forgé ».
Dans le cadre de sa rénovation, la source de l'Hôpital accueillera une nouvelle buvette et de nouveaux sols ; la façade sera mise en valeur et un miroir d'eau sera créé afin d'apporter « un effet visuel nouveau, prestigieux et rafraîchissant ».

## Autour du parc

### Faune et flore

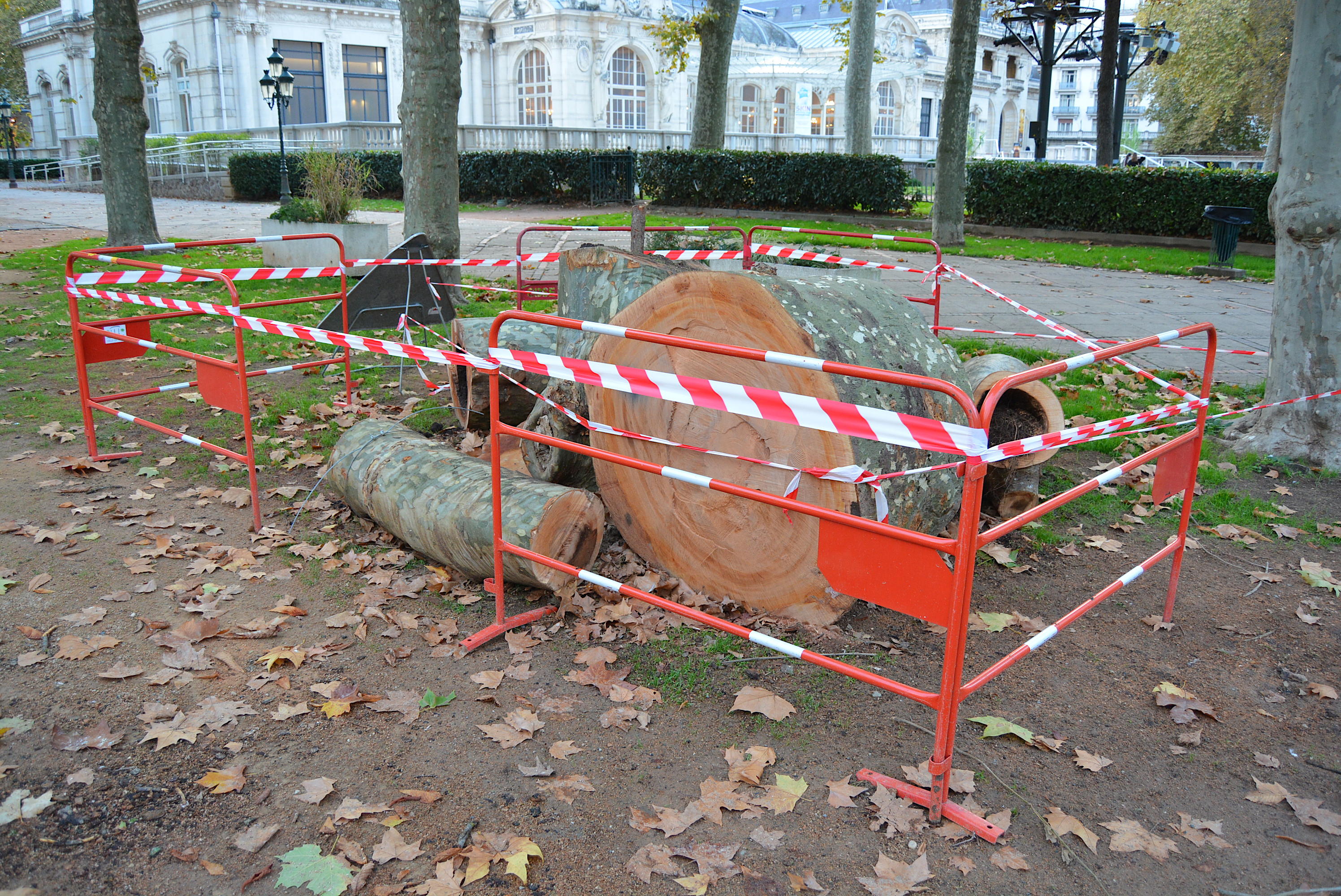
Troncs d'un arbre abattu dans le parc, en novembre 2022.

Le patrimoine arboré comprend de nombreux arbres en mauvais état phytosanitaire, ayant modifié l'aspect visuel du parc, mettant en danger la sécurité des passants.
Le 20 décembre 2012, un marronnier est tombé sur un banc du parc sans faire de victime. Il avait été infecté par un champignon, l'aplophore, qui avait la particularité « de ne pas donner de signe de sa présence hors du sol ». À la suite de cet incident, un expert de l'Office national des forêts a été dépêché pour inspecter 240 arbres au résistographe, dont 41 marronniers.
Le projet de rénovation du parc prévoit l'abattage de 185 arbres. Le Groupement national de surveillance des arbres (GNSA) indique plutôt 500 arbres et critique la non-viabilité de replanter un arbre en remplacement d'un arbre centenaire, qui mettrait autant de temps pour obtenir le même aspect que l'ancien arbre. Ce collectif de riverains est opposé à l'abattage de ces arbres, qui est une « aberration écologique ». Le Conseil national de la protection de la nature a pourtant émis un avis défavorable et a proposé à la mairie des solutions alternatives à l'abattage.
La municipalité se défend et rappelle que, malgré un abattage de dix à vingt arbres par an « pour des raisons de sécurité », un bilan sanitaire est réalisé. D'autres arbres devraient être abattus « pour des raisons architecturales et purement esthétiques ». Déjà en 2022, des arbres — majoritairement des platanes et des marronniers — devaient être abattus soit à la suite de la prolifération de champignons tels que le phellin tacheté (Phellinus punctatus) ou le massaria (en), ceux-ci étant évacués pour le brûlage, d'autres étant réduits en copeaux pour le paillage.
Malgré un avis favorable du commissaire-enquêteur à la suite d'une enquête publique tenue en juin 2023, le GNSA a déposé un recours, rejeté par le tribunal administratif de Clermont-Ferrand le 10 août.
L'abattage des arbres a commencé le 4 septembre 2023.
Les marronniers abattus devraient être remplacés par des platanes issus de pépinières de la région et d'Allemagne.

### Eau

#### Fontaines

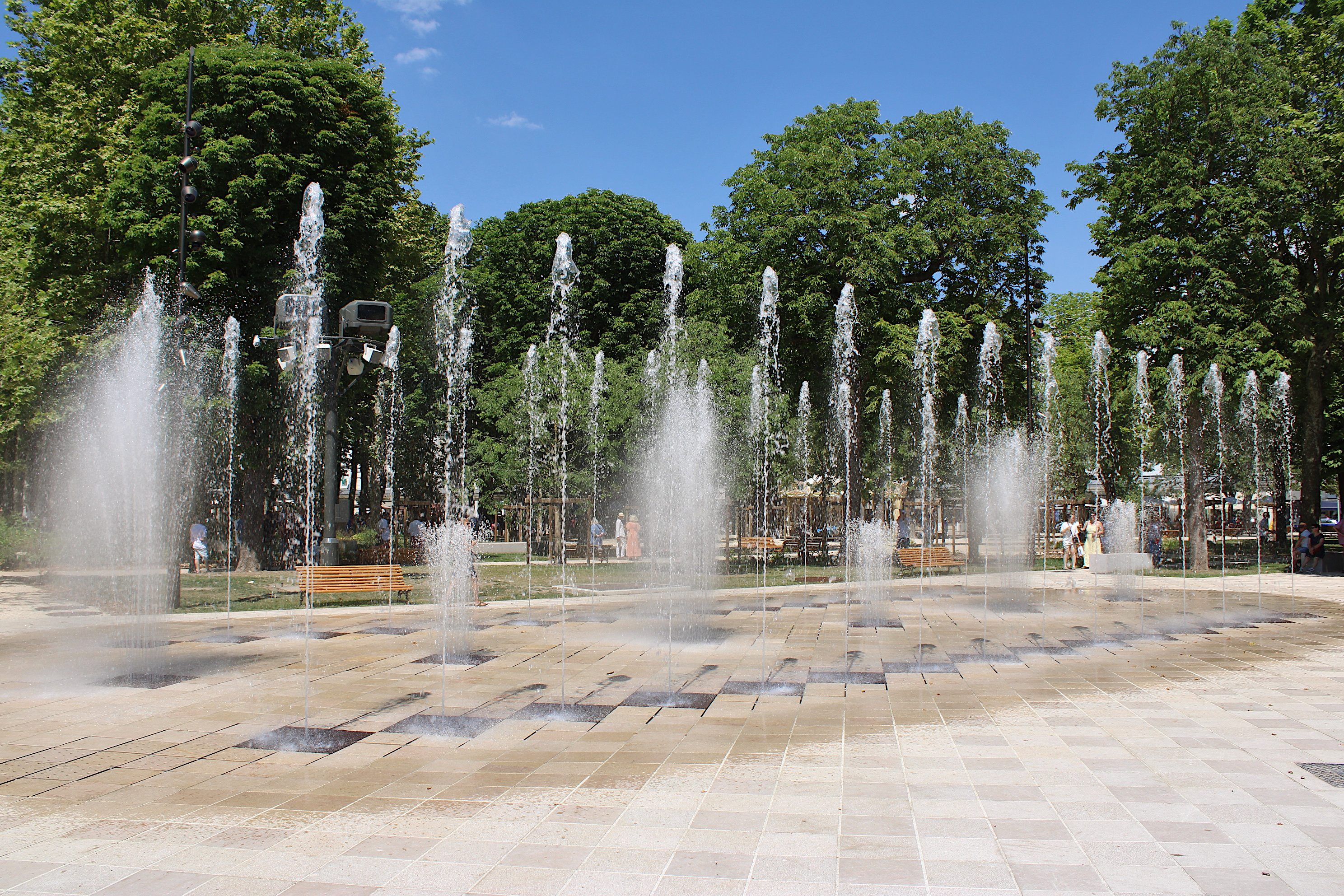
Fontaines en action, le 2025-06-21.

Devant le palais des congrès, un parterre de fontaines de 666 m2 est aménagé, avec onze fontaines, symbolisant les onze villes du site transnational, surnommées « les onze jaillissantes », et complétées par 60 fontaines périphériques, réalisées par une entreprise de Toulouse. Les jets, dont la hauteur peut atteindre 3,50 mètres (1,50 mètre pour les périphériques), peuvent, à la demande du maître d'ouvrage, « dessiner un jet particulier ». Les plaques en fonte comportent l'inscription « Vichy Patrimoine mondial ».
Après une phase de test, ces fontaines sont mises en service le 21 juin 2025, jour de l'inauguration du parc.

### Mobilier urbain
Le Guide du baigneur et du touriste à Vichy, en 1914, mentionnait le nombre de 6 000 chaises métalliques. La rénovation du parc a nécessité de repenser le modèle des chaises que peuvent utiliser les bars et restaurants occupant une partie du parc. Un modèle métallique (5,5 kg et empilable par trois), fabriqué par l'entreprise française Fermob et dessiné par l'architecte en chef du projet Carlos Goncalves, a été proposé mais ne satisfait pas les professionnels, à cause du métal qui peut être brûlant en été ; une version plus légère (4 kg et empilable par six), et en plastique, est utilisée par ces derniers. Ce sont les deux variantes autorisées.
Les bars et restaurants sont libres de choisir la couleur.
Les bancs (simples ou doubles) ont été rénovés par une entreprise de Thiers.
Les anciennes chaises, dont certaines ont été personnalisées par des artistes locaux, ont fait l'objet d'une vente aux enchères le 16 mai 2025, pour 24 383 €, reversés à la ville pour le financement de la restauration du parc.

### Signalétique
Des plaques de bronze, incrustées dans le sol, ont été installées sous la galerie, indiquant les principaux monuments autour du parc.

### Sécurité
Des caméras de vidéoprotection sont dissimulées sous la galerie couverte et sur des supports d'éclairage public. Le caractère patrimonial du parc contraint les aménageurs à utiliser des modèles miniatures. La ville annonce en déployer une cinquantaine sur ce seul parc, au sein d'un dispositif municipal qui n'en compte pas moins de 400.

## Tourisme et manifestations

### Tourisme

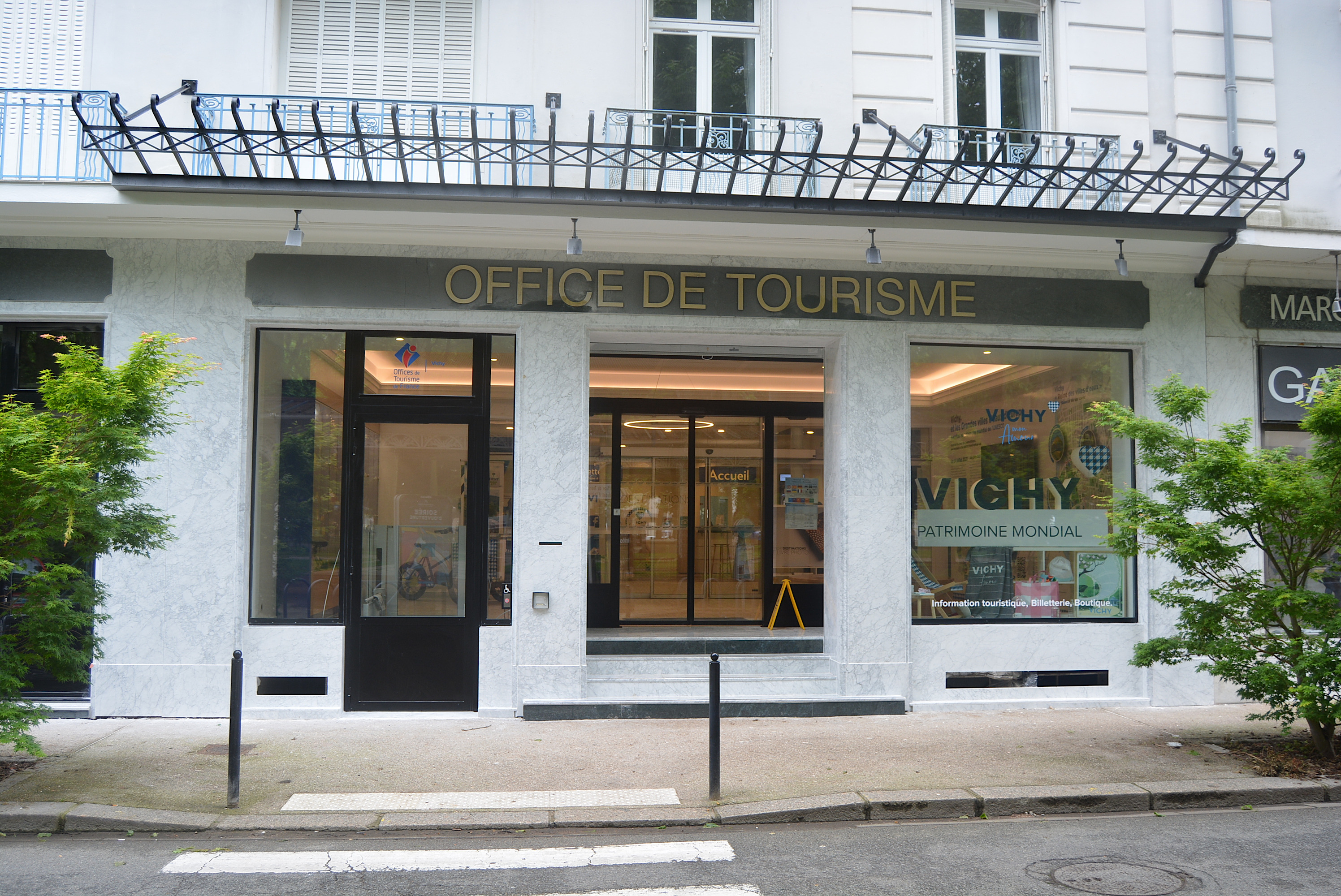
L'office de tourisme de Vichy, après la rénovation de sa façade, en mai 2023.

L'office de tourisme de Vichy est installé à l'ouest du parc des Sources, rue du Parc, depuis 1951, au rez-de-chaussée de l'hôtel du Parc à l'emplacement de l'ancienne salle du restaurant-grill Chanteclerc ; il était auparavant installé, depuis 1908, rue du Pontillard. La façade du bâtiment a été rénovée au début de l'année 2023 afin de « redonner au lieu un lustre d'antan ramenant à l'âge d'or thermal de Vichy, avec une façade aux lignes plus travaillées aux dominantes de simili marbre, et une marquise d'entrée mise en valeur à flanc de trottoir ». Ce chantier, terminé en avril 2023, a permis de redonner de la visibilité à ce lieu et a bénéficié de l'aide des Bâtiments de France. Il a été inauguré le 14 juin 2023.

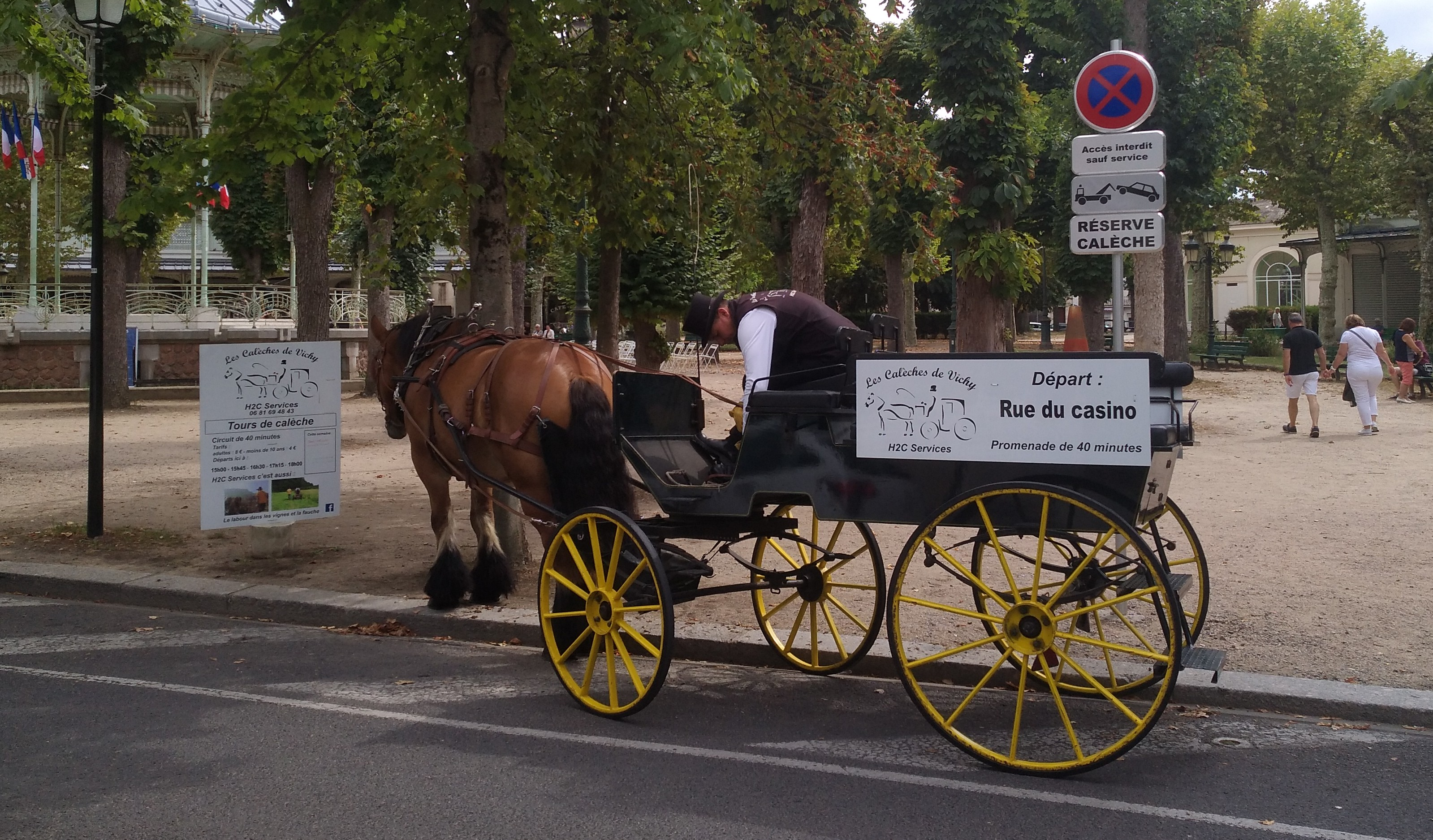
L'une des calèches (vue ici rue du Casino en 2019) part du parc des Sources.

Au départ du parc, les visites touristiques de la ville peuvent être organisées en train (petit train touristique de Vichy) ou par l'une des deux calèches, tirées par des chevaux de trait.

### Événements

#### Jeudis de Vichy
Les Jeudis de Vichy se tiennent depuis 2002 dans le parc des Sources, pendant la saison estivale.

#### Fêtes Napoléon III
Chaque année, depuis 2008 (sauf en 2020), l'office de tourisme de Vichy organise les fêtes Napoléon III. Il s'agit d'une reconstitution historique de Vichy à l'époque de Napoléon III. La quinzième édition, qui a eu lieu du 16 au 18 juin 2023, avait mobilisé près de 300 figurants et attiré plusieurs milliers de spectateurs.

#### Fêtes liées au site transnational (inscription et anniversaires UNESCO)
Depuis l'inscription des Grandes villes d'eaux d'Europe au patrimoine mondial de l'UNESCO, le 24 juillet 2021, la ville de Vichy organise un anniversaire avec une autre ville du site transnational. Cette animation a lieu en partie dans le parc des Sources.
| Édition | Dates                 | Ville invitée     |
| ------- | --------------------- | ----------------- |
| 1re     | 23 et 24 juillet 2022 | Montecatini Terme |
| 2e      | 22 et 23 juillet 2023 | Baden bei Wien    |
| 3e      | 20 et 21 juillet 2024 | Baden-Baden       |
| 4e      | 19 et 20 juillet 2025 | Karlovy Vary      |

## Le parc dans la culture

### Dans les arts
En 1968, le peintre britannique David Hockney visite la ville de Vichy et revient fréquemment dans le parc des Sources. Il réalise une série de photographies en avril 1970 afin de réaliser un tableau (peinture acrylique sur toile, 305 × 214 cm), représenté en perspective sur une inspiration « des jardins et des paysages de Claude Lorrain et de Poussin ». Le premier plan se compose de trois chaises, dont la première, inoccupée pour les besoins de la photographie de la scène, « support de la composition », est celle du peintre, les deux autres étant occupées par Peter Schlesinger (en) et Ossie Clark (en). L'arrière-plan représente, en perspective, une lignée d'arbres « pour rendre le parc plus long qu'il n'est réellement ». Cette œuvre a été exposée au Centre Pompidou, à Paris, en 2017, à l'occasion d'une rétrospective.

### Au cinéma
Plusieurs films ont été tournés en partie au parc des Sources :
- 2010 : Le pire des crimes, avec Bruno Solo dans le rôle de Pierre Mendès France[68] ;
- 2020 : Laval, le collaborateur (réal. Laurent Heynemann), avec Patrick Chesnais dans le rôle de Pierre Laval. Le film a été tourné en grande partie à Vichy, principalement dans l'hôtel de ville, mais aussi dans le parc des Sources. En raison de la pandémie de Covid-19, certaines scènes auraient dû être tournées à Riom, notamment la scène du procès dans la cour d'appel[69]. Le film a été diffusé le 2 novembre 2021 sur France 3[70].